# Geschichte der Stadt Freiburg im Breisgau

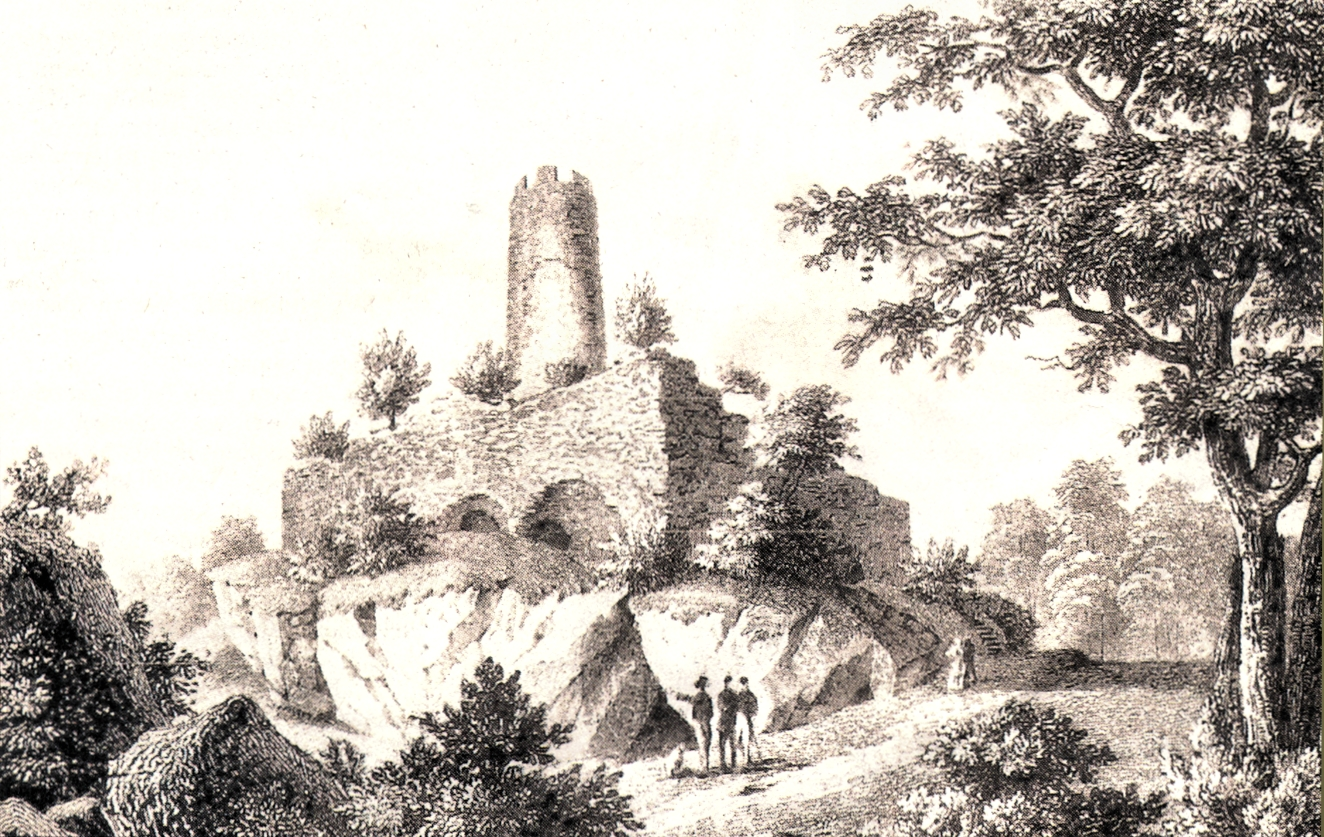
Stammburg der Zähringer nahe Freiburg-Zähringen (Romantischer Stich der Ruine um 1850)

Die Geschichte der Stadt Freiburg im Breisgau lässt sich etwa 900 Jahre zurückverfolgen. Knapp 100 Jahre nach der Stadtgründung im Jahre 1120 durch die Zähringer starb deren Geschlecht aus. Als Stadtherren folgten die ungeliebten Grafen von Freiburg, derer sich die Bürger mit Freikauf und Anschluss an das Haus Habsburg 1368 entledigten. Erst zu Beginn des 19. Jahrhunderts endete die (katholische) österreichische Zeit, als Napoleon 1806 den Übergang der Stadt und des Breisgaus an das Großherzogtum Baden verfügte. Bis 1918 gehörte Freiburg zum Großherzogtum, bis 1933 zur Republik Baden und im Dritten Reich zum Gau Baden. Nach dem Zweiten Weltkrieg war die Stadt von 1949 bis 1952 Landeshauptstadt von (Süd-)Baden. Heute ist Freiburg die viertgrößte Stadt des Bundeslandes Baden-Württemberg.

## Burg- und Stadtgründung
Eine erste Erwähnung von Siedlungen im Bereich des heutigen Freiburg, der Wiehre und Herdern, findet sich 1008 in einem Dokument, in dem König Heinrich II. dem Bischof Adalbero von Basel den Wildbann in den Wäldern der Gegend überschreibt. Südlich der heutigen Stadtteile Freiburgs Zähringen und Herdern kreuzten sich nahe der Dreisam ein Handelsweg durchs Rheintal (heute Zähringer-, Habsburger- und Kaiser-Joseph-Straße) und eine kaiserliche Reichsstraße durchs Höllental Richtung Breisach/Colmar (heute Salz- und Bertoldstraße).

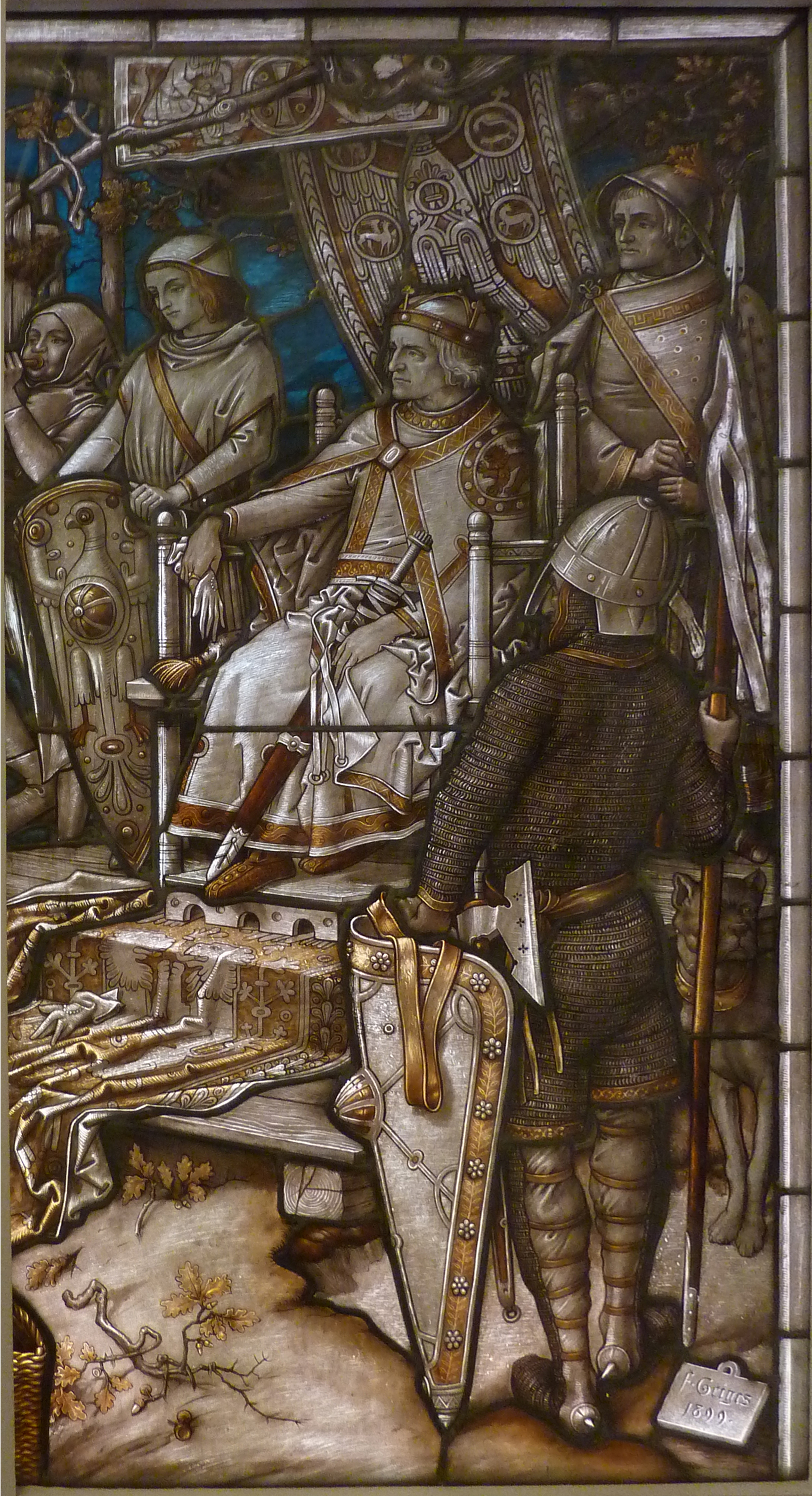
Konrad von Zähringen verleiht der Siedlung am Fuße des Schlossbergs das Stadtrecht. Glasgemälde von Fritz Geiges, 1899

Zur Kontrolle dieser Handelswege erbaute Bertold II. von Zähringen auf dem oberhalb der heutigen Stadt gelegenen Schlossberg vermutlich im Jahr 1091 eine Burg, das Castrum de Friburch. Zu dieser gehörte eine Siedlung der Dienstleute und Handwerker am Fuße des Berges im heutigen Bereich der südlichen Altstadt und Oberlinden, die unter besonderem Schutz der Burgherren stand. Diese Burgsiedlung ging teilweise in der Händlersiedlung auf, die Konrad, der Bruder des amtierenden Herzogs Bertold III., im Jahre 1120 gründete und der er das Marktrecht verlieh. Dabei gestand er den Bewohnern des Marktes umfangreiche Privilegien zu, unter anderem die Befreiung vom Hofstättenzins und die freie Pfarrerwahl. Eigentlich hätte Konrad die Zustimmung des Kaisers benötigt, da aber Heinrch V. im Kirchenbann war, konnte er die übliche Zustimmung nicht geben. Stattdessen ließ Konrad zwölf seiner Dienstleute die Einhaltung der Zusicherungen beschwören, für sich und seine Nachkommen.
Bemerkenswert ist das wohl um 1170 planvoll angelegte Netz der Bächle, Wasserrinnen in den Straßen der Altstadt, deren Wasser aus der Dreisam stammt und das im Mittelalter zur Brauchwasserversorgung und Schmutzwasserentsorgung, vor allem aber auch als ständig vorhandenes Löschwasser diente. Trinkwasser wurde durch Deicheln (in Freiburg: Deichele) von Quellen oberhalb der Stadt an die öffentlichen Brunnen geführt. Für den Betrieb und die Bewirtschaftung der Wasserläufe in der Stadt – neben den Bächle auch Kanäle (Runzen) zum Betrieb von Gewerbe (z. B. Gerberei, Granatschleiferei usw.) wurden Runzgenossenschaften gegründet, welche die Wasserläufe instand zu halten und für eine angemessene Verteilung des Wassers zu sorgen hatten.

## Aufstieg der Stadt
Die am Ende des 10. Jahrhunderts entdeckten reichhaltigen Silbervorkommen am Westrand des Schwarzwalds verhalfen der Stadt bald zu Wohlstand. Das Schürfrecht erhielten die Zähringer von den Bischöfen von Basel, die wiederum 1028 das Bergregal von Kaiser Konrad II. erhalten hatten. Mit dem Aufstieg Freiburgs erwies sich die Stadtkirche, in der Bernhard von Clairvaux 1146 den Zweiten Kreuzzug gepredigt hatte, bald als zu klein, so dass der letzte Zähringerherzog Bertold V. um 1200 den Bau einer neuen großzügigen Pfarrkirche veranlasste. Das Freiburger Münster wurde zunächst in romanischer Bauweise begonnen und später im gotischen Stil weitergeführt. Nach seinem Tode 1218 wurde Berthold V. als letzter Zähringer in dem von ihm gestifteten Münster beigesetzt.
Ein Rat (consilium) existierte schon vor 1178 unter seinem Vorgänger, Bertold IV. Die Ratsverfassung etablierte sich noch zu Lebzeiten Herzog Bertolds V. Wahrscheinlich entwickelte sich der Rat in Freiburg ähnlich wie in den Bischofsstädten am Oberrhein aus einem stadtherrlichen Beratergremium, das aus der am Gericht beteiligten Stadtgemeinde hervorgegangen ist.

## Grafen von Urach als Grafen von Freiburg

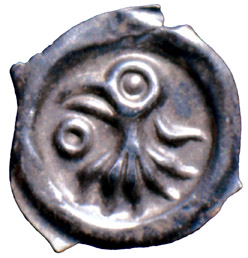
Freiburger Rappenpfennig, gräfliche Münze, ca. 1290

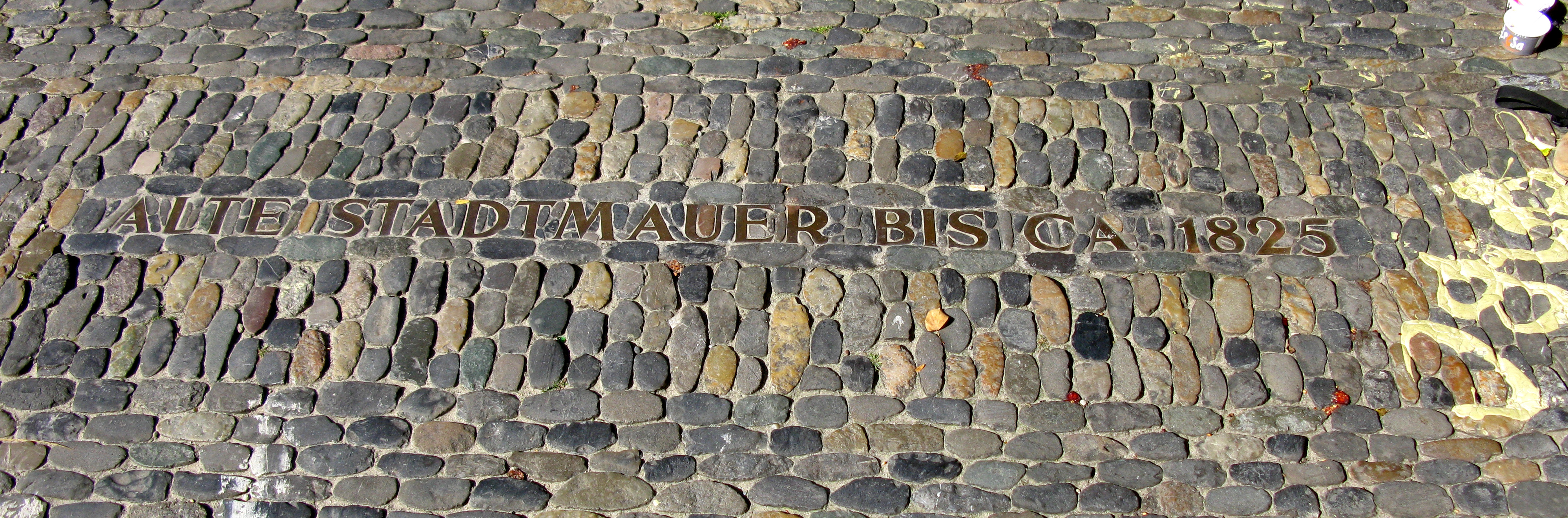
Pflasterinschrift, die den Stadtmauerverlauf südwestlich des Augustinermuseums anzeigt

Nach dem Aussterben der Zähringer 1218 kam die Herrschaft über die Stadt mit Egino I., dem Neffen Bertolds V., an die Grafen von Urach, die sich fortan Grafen von Freiburg nannten und in der Burg auf dem Schlossberg oberhalb Freiburgs residierten. Da die Bürger ihrer neuen Herrschaft nicht trauten, schrieben sie ihre alten von den Zähringern gewährten Rechte in eine Ratsverfassung (das Stadtrodel von 1218), nach der 24 aus den alten Geschlechtern stammende Räte Freiburg regierten. Ab 1248 kamen ebenso viele jährlich wechselnde Räte hinzu. Ende des 13. Jahrhunderts gelangten dann auch die Handwerker über die Zünfte in den Stadtrat.
Im 13. Jahrhundert ließen sich innerhalb der Stadtmauern mehrere Orden nieder. Die Dominikaner gründeten 1236 das Predigerkloster, wo Albertus Magnus von 1236 bis 1238 das Amt des Lesemeisters bekleidete. Von 1240 datiert die erste Erwähnung eines Johanniterhauses. Im Jahre 1246 übereignete Graf Konrad 1246 dem Bettelorden der Franziskaner die Martinskapelle mit vier Hofstätten. Darauf errichteten die Barfüßermönche ihr Kloster und bauten bis 1318 die Kapelle zu der noch existierenden Martinskirche aus. Die Anfänge der Deutschordenskommende Freiburg datieren von 1258. Als dritter Orden fanden in der engen Altstadt 1278 die Augustiner zwischen Salzstraße und Stadtmauer für ihr Kloster einen Platz.
Die Jahre der Herrschaft der Grafen von Freiburg zeichneten sich durch häufige Fehden zwischen ihnen und der Stadt aus, bei denen es fast immer um Geld ging. Im Jahre 1299 weigerten sich die Freiburger, erneuten Geldforderungen des Grafen Egino II. nachzukommen, und beschossen seine Burg auf dem Schlossberg mit Wurfmaschinen. Darauf rief Egino seinen Schwager Konrad von Lichtenberg, den Bischof von Straßburg, zu Hilfe. In der anschließenden Schlacht fiel der Bischof – ein Freiburger Metzger namens Hauri soll ihn mit einem Spieß erstochen haben –, was zwar für die Stadt den Sieg bedeutete, doch mussten die Bürger dem Grafen für die frevelhafte Tötung des Bischofs jährlich ein beträchtliches Sühnegeld zahlen. Als im Jahre 1366 Graf Egino III. versuchte, nachts mit einem Heerhaufen in die Stadt einzudringen, zerstörten die Freiburger die Burg auf dem Schlossberg. Um die Herrschaft der Grafen endlich loszuwerden, erkauften sich die Bürger im Jahre 1368 ihre Freiheit mit 20.000 Mark* Silber und unterstellten sich anschließend freiwillig dem Schutze des Hauses Habsburg. Die Stadt gehörte damit zu Vorderösterreich und teilte bis zur Auflösung des Deutschen Reiches im Jahre 1805 Aufstieg und Niedergang mit den Habsburgern. Ungeachtet dessen schloss sich Freiburg 1377 mit zahlreichen anderen Münzstätten auf beiden Seiten des Oberrheins und in der Schweiz zum sogenannten Rappenmünzbund zusammen, darunter im Elsass Colmar und Thann, in der Schweiz unter anderen Basel, Schaffhausen, Zürich und Bern sowie weiteren Gebieten im Breisgau und im Sundgau. Dieses einheitliche Münzsystem erleichterte den Handel am Oberrhein. Der Rappenpfennig, die Freiburger Münze, war die Hauptwährungseinheit. 1584 wurde dieser Bund aufgelöst.
*Eine Mark hatte ein Gewicht von 237,5 Gramm Silber und galt als Basisgröße mit einer Unterteilung in 678 Pfennig.

## Habsburger

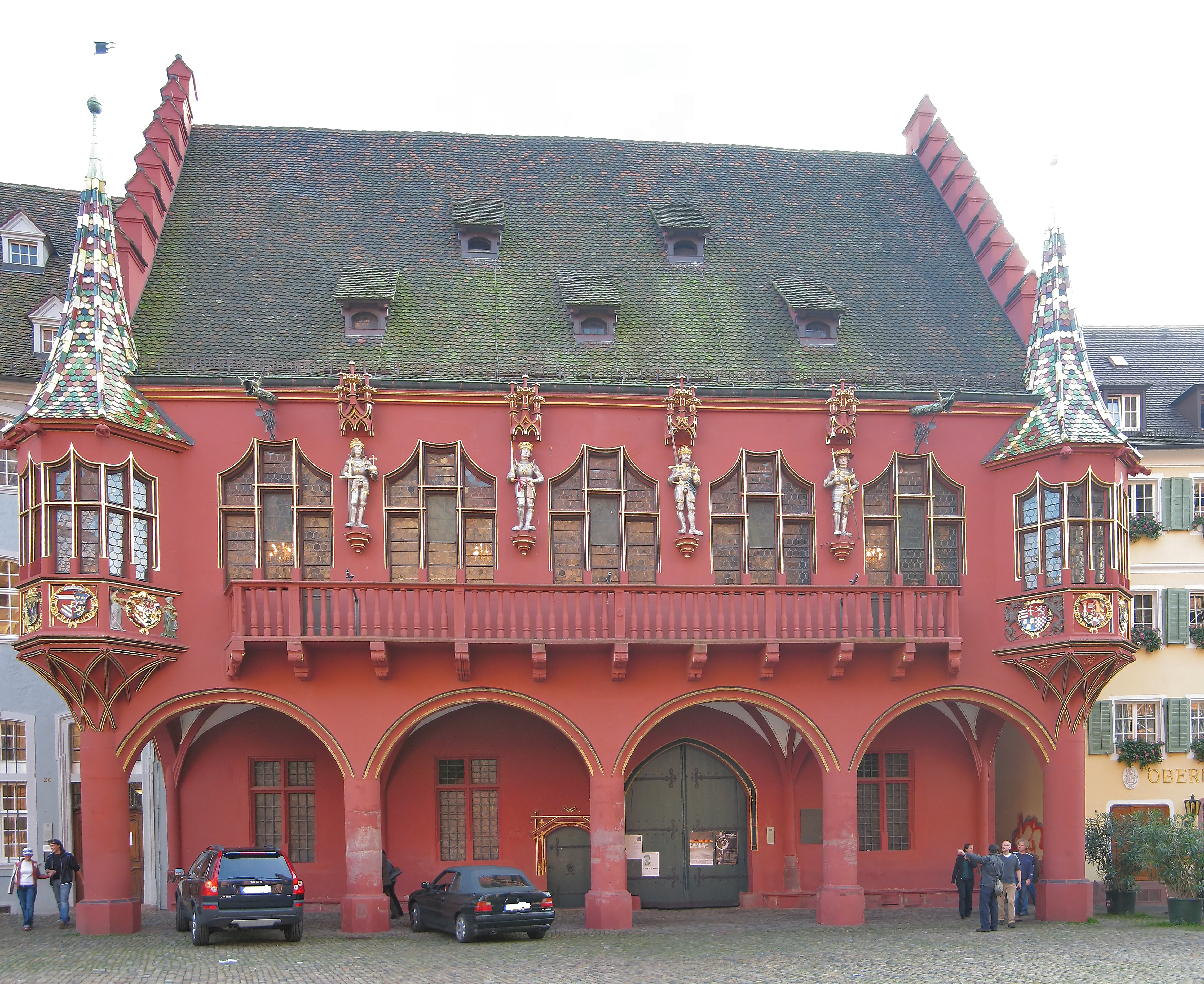
Vier Habsburger Herrscher am Historischen Kaufhaus: Maximilian I., Philipp I., Karl V. und Ferdinand I.

Die Habsburger nahmen Freiburg gleich in die Pflicht. Für die Kriege gegen die Eidgenossenschaft musste die Stadt finanzielle Hilfe leisten und Ritter stellen, so auch 1386, als in der blutigen Schlacht bei Sempach die Schweizer siegten und dabei nicht nur den österreichischen Herzog Leopold III. erschlugen, sondern auch fast den gesamten Freiburger Adel auslöschten. Damit übernahmen die Zünfte die Macht im Stadtrat.
Nachdem Herzog Friedrich IV. dem auf dem Konzil von Konstanz abgesetzten Papst Johannes XXIII. (Gegenpapst) 1415 zur Flucht nach Freiburg verholfen hatte, verhängte König Sigismund über den Habsburger Herzog die Reichsacht. Damit fiel der Breisgau als Lehen an das Reich zurück, und Freiburg war von 1415 bis zur Begnadigung Friedrichs 1425 Reichsstadt.
Im Jahre 1448 stiftete Erzherzog Albrecht als Herr der habsburgischen Vorlande in Freiburg ein Studium generale, aus dem mit der Gründungsurkunde von 1457 die Freiburger Universität hervorging.

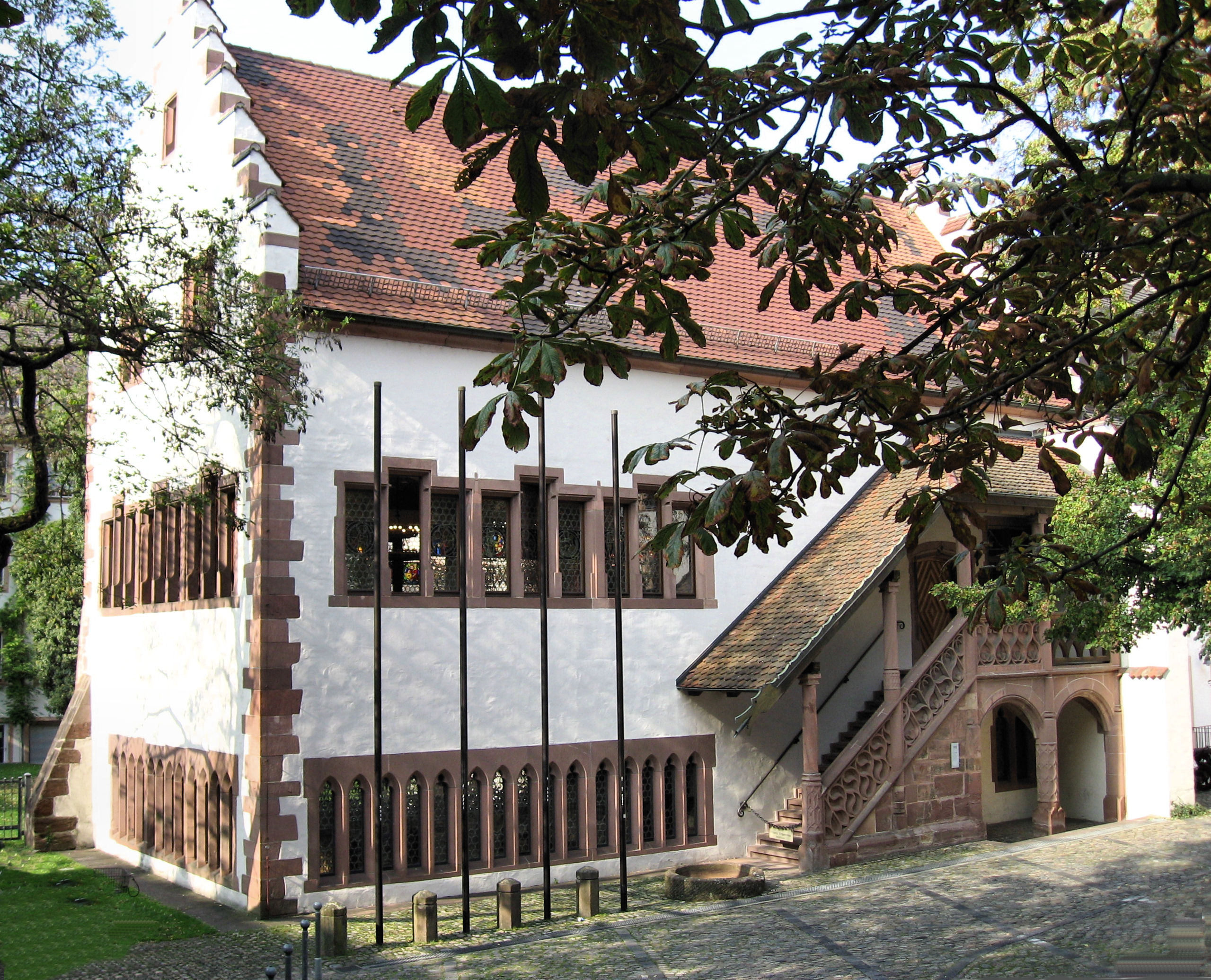
Im ältesten Rathaus Freiburgs, der Gerichtslaube, fand 1498 der Reichstag statt

Ein Höhepunkt der Stadtgeschichte war der Reichstag, den der römisch-deutsche König Maximilian I. 1498 nach Freiburg einberief. Hier verhandelten Maximilian und die Stände über die Einleitung eines Schweizerfriedens. Daraus aber wurde nichts, denn die Eidgenossen lehnten sowohl die Reichssteuer als auch die Zuständigkeit des Reichskammergerichts ab und schieden, nachdem sie 1499 im Schwabenkrieg bei Dornach das Heer Maximilians I. entscheidend geschlagen hatten, aus ihren Verpflichtungen gegenüber dem Reich aus.
Nach Fertigstellung des Hochchores ließ der zuständige Bischof von Konstanz im Jahre 1513 das Freiburger Münster einweihen. Im selben Jahr sammelten sich bei Freiburg unter der Fahne des Bundschuhs geknechtete und verarmte Bauern unter ihrem Anführer Joß Fritz. Der Aufstand wurde verraten und endete, bevor er überhaupt begonnen hatte, mit einer exemplarischen Bestrafung der Teilnehmer.

## Reformation und Bauernkriege

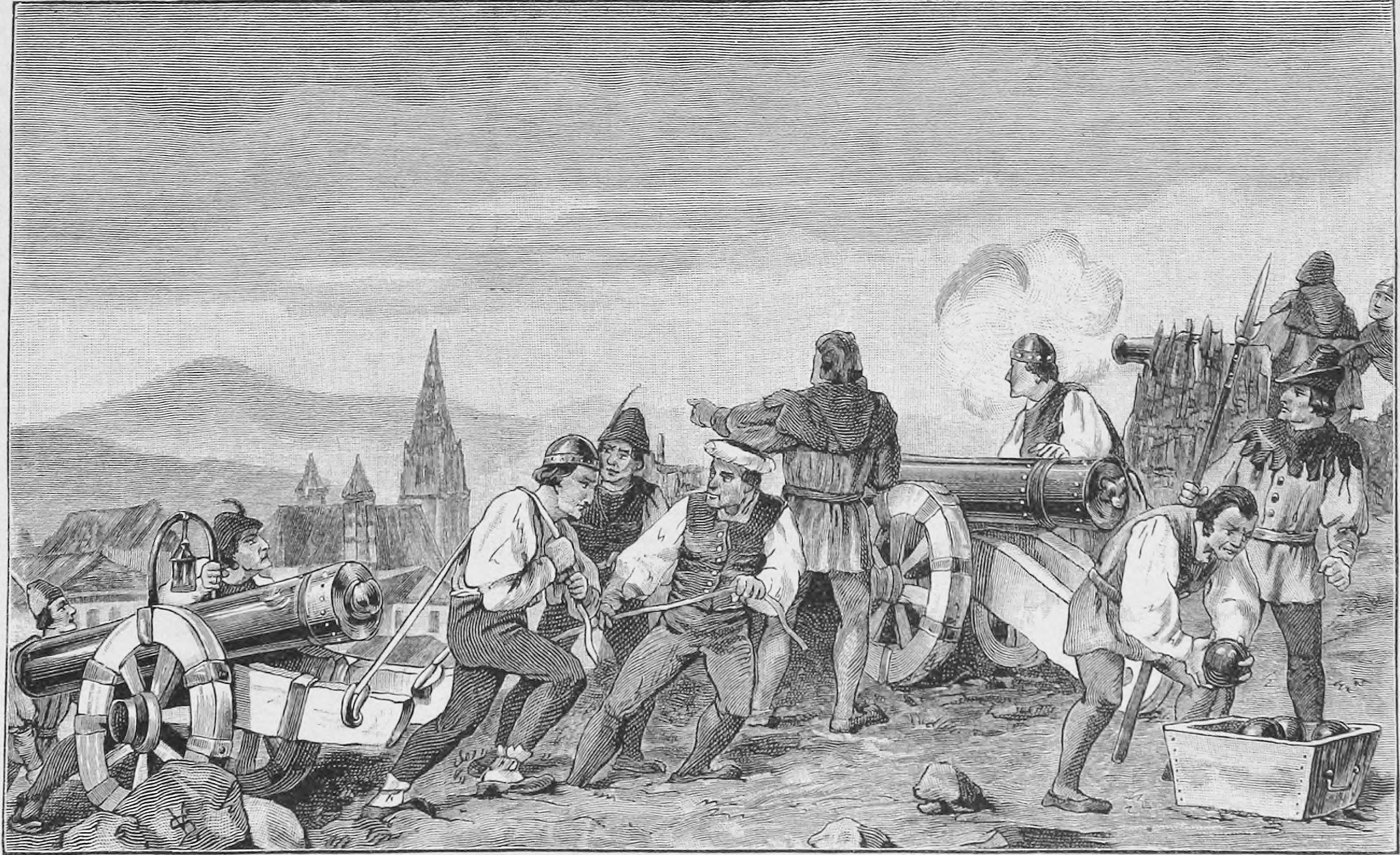
Im Mai 1525 beschießen Bauern Freiburg vom Schlossberg aus.

Doch die Reformation und vor allem die Verbreitung der Schrift Luthers Von der Freiheit eines Christenmenschen entfachten erneut aufrührerische Aktivitäten. Am 23. Mai 1525 nahmen 18.000 Bauern unter Führung von Hans Müller während des Bauernkrieges Freiburg ein und zwangen den Stadtrat, einer evangelisch-christlichen Vereinigung zur Aufrichtung eines gemeinen Landfriedens und Tilgung der unbilligen Beschwerden des gemeinen armen Mannes beizutreten.
Nach der Niederschlagung des Aufstands versicherte die Stadt dem Hause Habsburg ihre gute katholische Einstellung. Neben Freiburg blieben auch Breisach, Waldkirch und Endingen der katholischen Sache treu, während Kenzingen, Neuenburg, Rheinfelden, Waldshut und auch Straßburg zum protestantischen Glauben übertraten. Als in Basel die Bilderstürmer 1529 den Protestantismus fundamental durchsetzten, flohen der prominente Gelehrte Erasmus von Rotterdam (bis 1535) und das Basler Domkapitel ins sichere und weiterhin katholische Freiburg. Sie kamen im Haus zum Walfisch bzw. im Basler Hof unter.
Vom 15. bis ins 17. Jahrhundert suchten immer wieder Pestepidemien die Stadt heim. Eine der schlimmsten wütete im Jahr 1564, als etwa 2000 Menschen an der Seuche starben, ein Viertel der Bevölkerung, wie der damalige Stadtarzt Johannes Schenck berichtete.

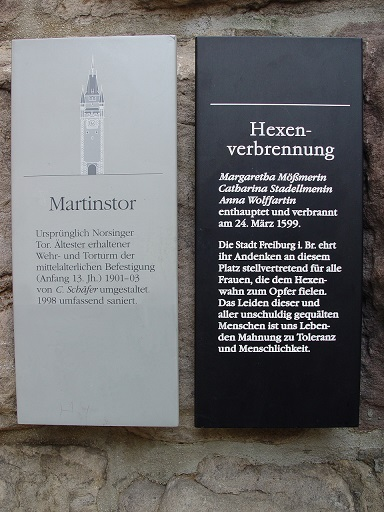
Martinstor Freiburg Gedenktafel für die Opfer der Hexenprozesse

## Hexenverfolgung
Wie überall in Europa fanden auch in Freiburg Hexenprozesse statt. Zwischen 1550 und 1628 wurden von insgesamt 302 Verurteilten 131 hingerichtet. Die Jahre 1599 und 1603 zeichneten sich durch Prozesswellen aus. Der Anteil der Frauen, die des „abscheulichen Lasters der Zauber- und Hexerei“ überführt wurden, war wesentlich höher als der der Männer. Am 24. März 1599 wurden u. a. Catharina Stadellmenin, Anna Wolffartin und Margaretha Mößmerin in Freiburg enthauptet und außerhalb der Stadt verbrannt. Eine Plakette am Martinstor erinnert an diese Opfer. Im Zeitabschnitt um 1599 wurden 37 Frauen als Hexen und nur 2 Männer als Hexenmeister hingerichtet. Im Jahr 1603 standen 30 Frauen und 4 Männer wegen Hexerei vor Gericht, darunter Agatha Gatter, von denen 13 Frauen zum Tode verurteilt wurden.

## Dreißigjähriger Krieg
Zu Beginn des Dreißigjährigen Kriegs blieb der Südwesten des Reiches von den Kampfhandlungen weitgehend verschont. Um nicht nur militärisch, sondern auch geistig-religiös gegen den neuen Glauben gerüstet zu sein, übernahmen 1620 die Jesuiten die Universität Freiburg, nachdem die benachbarten Hochschulen von Tübingen, Basel und Heidelberg protestantisch geworden waren.

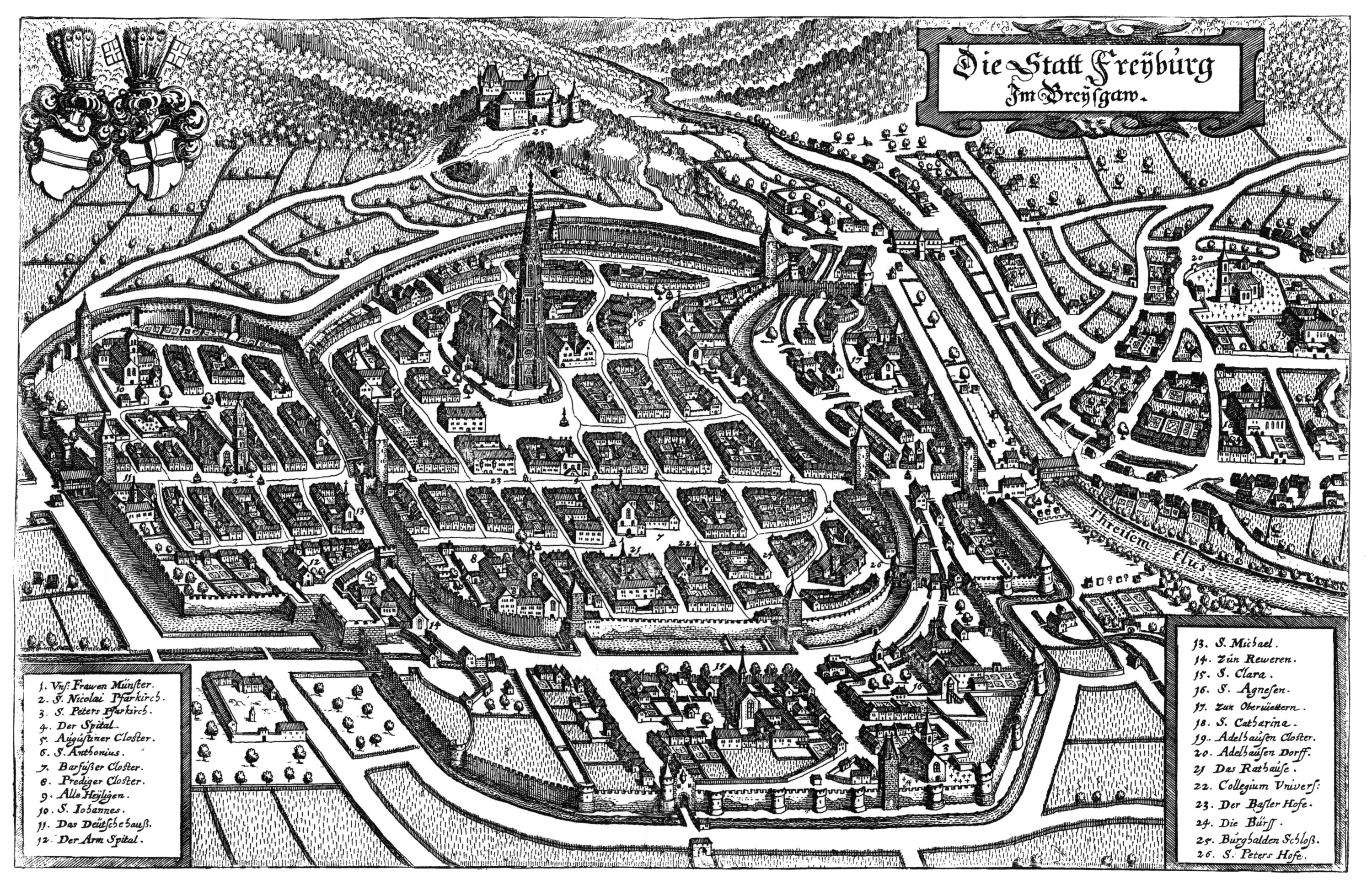
Freiburg im Breisgau im Jahre 1644, Stich von Matthäus Merian

Als der Schwedenkönig Gustav Adolf den kaiserlichen Truppen unter Tilly in der Schlacht bei Breitenfeld (1631) eine vernichtende Niederlage beibrachte, stand seinen Truppen ganz Süddeutschland offen. Zu Weihnachten 1632 erschien der schwedische General Horn vor den Toren Freiburgs, welches sich am 30. Dezember ergab. Mit dem Anrücken der Spanier 1633 unter dem Herzog von Feria räumten die Schweden die Stadt, um sie im Jahr darauf wieder einzunehmen. Nach dem Sieg der spanischen und kaiserlichen Truppen in der Schlacht bei Nördlingen 1634 über das protestantische Heer unter General Horn und dem Wettiner Herzog Bernhard von Sachsen-Weimar verließen die Schweden endgültig Süddeutschland und somit auch Freiburg.
Durch den häufigen Besatzungswechsel mehrfach ausgeplündert, hoffte die durch Kriegseinwirkungen und Seuchen dezimierte Freiburger Bevölkerung wie alle Menschen im Reich auf das Ergebnis des Prager Friedens, den der junge König Ferdinand III. 1635 mit den protestantischen Reichsständen für das geliebte Vaterland der hochedlen Teutschen Nation aushandelte.
Während die erschöpften Schweden einer Friedensregelung nicht abgeneigt waren, schlug sich das katholische Frankreich unter Kardinal Richelieu direkt auf die Seite der Feindes des Kaisers und griff mit frischen Truppen in den Krieg ein. Als Richelieu 1635 im Vertrag von St. Germain-en-Laye dem landlosen Bernhard von Sachsen-Weimar die dem Hause Habsburg gehörende Landgrafschaft Elsass überschrieb, schuf er sich in dem Herzog einen treuen Vasallen. Wie vom Kardinal erwartet, fachte Bernard den Krieg wieder an, als er 1637 mit 18.000 Mann, von Frankreich finanziert, den Rhein überschritt und den Breisgau überfiel. Zwar zog sich der Herzog gegen Ende des Jahres mit dezimierten Truppen in Winterquartiere bei Mömpelgard zurück, doch nach seinem Aufbruch am 28. Januar 1638 nahm Bernard in rascher Folge die Städte Säckingen, Waldshut, Rheinfelden, Rötteln und Laufenburg ein, wobei er erfolgreich die Schlacht bei Rheinfelden meisterte. In der Osternacht 1638 stand er vor den Toren Freiburgs, das sich nach elftägiger Belagerung am 12. April ergab. Anschließend belagerte Bernard acht Monate lang die Festung Breisach. Nach ihrem Fall durch Aushungerung machte der Herzog die Stadt zum Sitz seiner Fürstlich Sächsischen Regierung, doch mit seinem plötzlichen Tod gingen seine eroberten Gebiete 1639 an Frankreich.
Im Sommer 1644 eroberte eine kaiserlich-bayrischen Armee unter den Generälen Franz von Mercy und Jan van Werth die Stadt zurück. Anschließend kam es zur Schlacht bei Freiburg zwischen den kaiserlich-bayrischen und den französisch-weimarischen Truppen, geführt von den Marschällen Turenne und Enghien. Am Ende der mehrtägigen Auseinandersetzung gab es keinen Gewinner, sondern nur Verluste, die Jan van Werth kommentierte: Seit zweiundzwanzig Jahren mit dem Bluthandwerk vertraut, habe [ich] niemalen so blutigem Treffen beigewohnt.
Im Juni 1648, als die Friedensverhandlungen in Münster und Osnabrück vor dem Abschluss standen, belagerte der Breisacher Festungskommandant von Erlach im Auftrag Kardinal Mazarins Freiburg, um kurzfristig Frankreichs Verhandlungsposition zu verbessern. Als nach drei langen Wochen des Bangens die Franzosen, durch Dauerregen zermürbt, unverrichteter Dinge abzogen, war die in der Stadt verbliebene Bevölkerung erleichtert. Sie war in 17 Jahren nach insgesamt fünfmaliger Belagerung von 8.000 bis 10.000 auf nur noch etwa 3.000 Einwohner geschrumpft.

## Französische Kriegszüge
Mit dem Verlust des Elsass und des Sundgaus im Westfälischen Frieden (1648) an Frankreich wurde das rechtsrheinische Freiburg an Stelle von Ensisheim nicht nur Hauptstadt der vorderösterreichischen Lande, sondern auch Frontstadt.
Im März 1661 übernahm in Frankreich nach Kardinal Mazarins Tod der junge Ludwig XIV. die Regierung. Ab 1667 führte der Sonnenkönig nach dem Motto: Die einem Herrscher angemessenste und angenehmste Beschäftigung ist, sich zu vergrößern nacheinander vier Eroberungskriege und zwar gegen die spanischen Niederlande, Holland, die Kurpfalz und Spanien.
Der Devolutionskrieg (1667 bis 1668), in dem Ludwig XIV. auf Brabant Ansprüche geltend machte und mit seinen Truppen in die spanischen Niederlande einfiel, berührte Freiburg nicht. Auch im nächsten, dem Holländischen Krieg von 1672 bis 1677, blieb die Stadt zunächst verschont, doch als bereits die Friedensverhandlungen in Nimwegen begonnen hatten, schickte Marschall François de Créquy entgegen allem Kriegsbrauch seine Truppen nicht in die Winterquartiere, sondern überschritt überraschend Anfang November den Rhein und belagerte Freiburg (Belagerung von Freiburg (1677)). Nach einem ersten Bombardement kapitulierte die Stadt auf Anraten des Stadtkommandanten Schütz. Der Kaiser konnte am Oberrhein keinen ernsthaften Widerstand leisten, zumal die Türken im stillen Einvernehmen mit Frankreich das Reich an seiner Ostflanke bedrohten (siehe Türkenkriege).
Beim Abschluss der Verhandlungen zum Nimweger Frieden 1679 konnte Ludwig XIV. Leopold I. seine Bedingungen diktieren, da dessen Verbündete Spanien und die Niederlande aufgrund der französischen Erfolge in Flandern bereits zuvor einem Frieden zugestimmt hatten. Er stellte ihn vor die Wahl, ob er Freiburg im Tausch gegen das 1676 von kaiserlichen Truppen eroberte Philippsburg zurückhaben wollte. Leopold verzichtete auf die Stadt Freiburg samt Lehen, Betzenhausen und Kirchzarten.
Nun besaß Frankreich neben dem rechtsrheinischen Brückenkopf Breisach mit der Stadt Freiburg einen Vorposten mitten in den habsburgischen Vorlanden. Die Vorderösterreichische Regierung wich nach Waldshut aus, die Universität nach Konstanz. Als Gegengewicht verstärkten die Habsburger die Befestigungen von Villingen im Schwarzwald. Die Stadt bekam an der Stelle von Freiburg den Vorsitz in den breisgauischen Landtagen im Dritten Stand (Städte). Die Jesuiten boten Ludwig XIV. die Hand beim Aufbau eines Studium Gallicum in Freiburg.

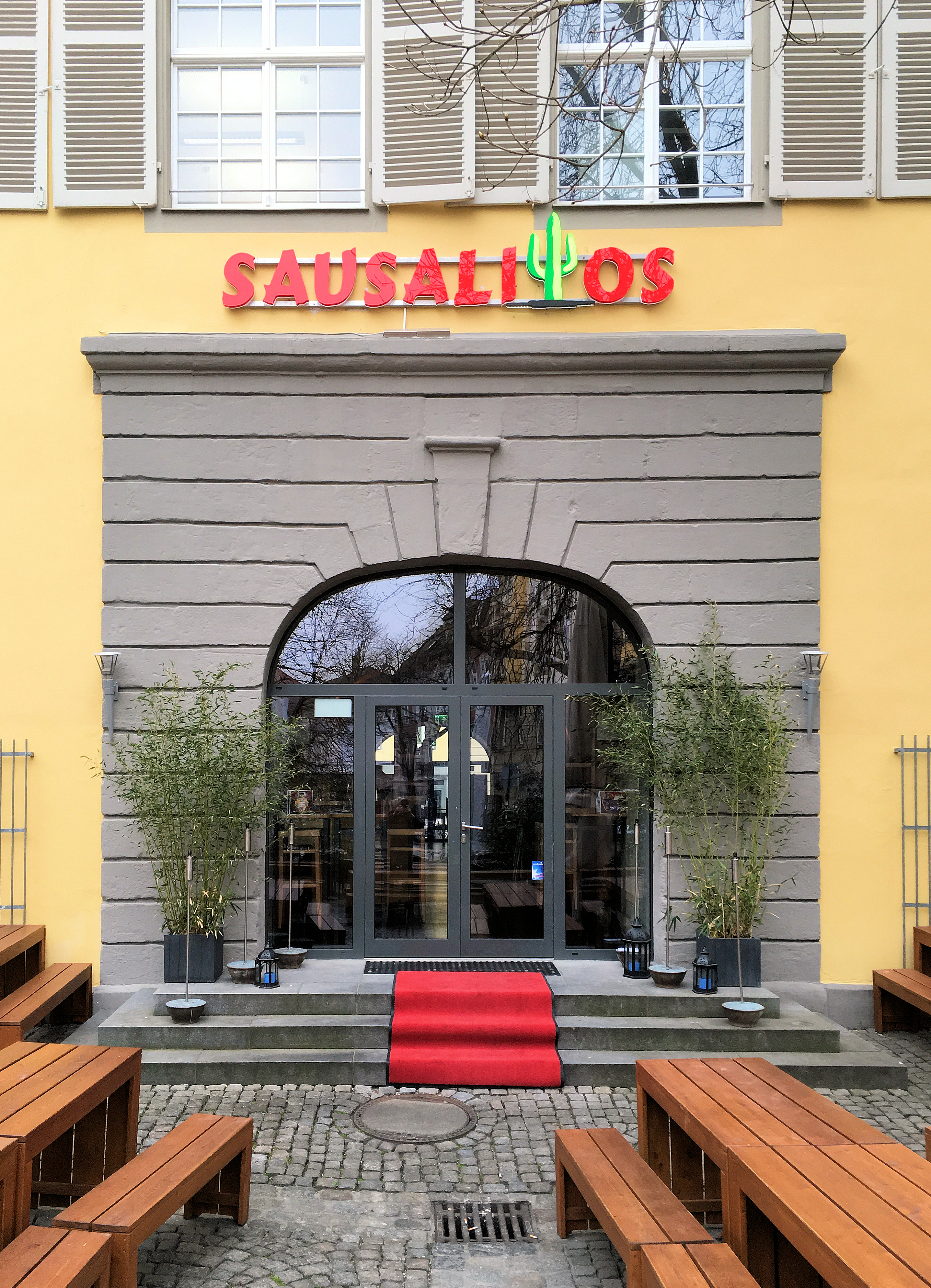
Einer der wenigen verbliebenen Reste der von Vauban ausgeführten Befestigung Freiburgs. Die ehemalige Einfahrt ins Breisacher Tor dient als Eingang in ein Restaurant

 Ludwig XIV. wies Sébastien Le Prestre de Vauban an, die Stadt zu einer modernen Festung auszubauen. Um ein freies Schussfeld zu gewinnen, ließ Vauban all das, was von den Vorstädten in den Kämpfen des Dreißigjährigen Krieges übriggeblieben war, einebnen. Freiburg gehörte jetzt zur französischen Provinz Elsass . Als letzte der linksrheinischen im Westfälischen Frieden garantierten Freien Reichsstädte hatte Ludwig XIV. im September 1681 Straßburg besetzen lassen. Ludwig XIV. besuchte im Oktober 1681 Freiburg (um sich über den Fortschritt der Festungsarbeiten zu informieren) und Straßburg.
Von 1688 bis 1697 führte Ludwig XIV. den Neunjährigen Krieg, in dem er zu Beginn u. a. Kurköln besetzte und die Kurpfalz, Mainz, Trier und erneut Philippsburg einnahm. Da bot eine Große Allianz zwischen dem Kaiser, Spanien, Schweden, England, Holland, Savoyen, Brandenburg, Sachsen und Hannover dem Sonnenkönig die Stirn und beendete den Eroberungszug. Doch der Sieg war teuer erkauft, denn auf dem Rückzug praktizieren die französischen Truppen das Prinzip der verbrannten Erde: Heidelberg, Mannheim, Worms und Speyer mit seinem Reichskammergericht wurden zerstört. Im Frieden von Rijswijk 1697 durfte Ludwig XIV. die spanische Freigrafschaft Burgund, Lille und die im Elsass besetzten Gebiete einschließlich der freien Reichsstadt Straßburg behalten, musste aber Freiburg wieder abgeben. Die tatsächliche Räumung der Stadt erfolgte jedoch erst am 11. Juni 1698.
Gegen Ende des Spanischen Erbfolgekriegs von 1701 bis 1713, in dem die große Haager Allianz und Ludwig XIV. in den Niederlanden, Deutschland, Italien, Spanien und in den Kolonien gegenüberstanden, überquerten die Franzosen unter Marschall Claude-Louis-Hector de Villars bei Neuenburg den Rhein und standen im September 1713 vor Freiburg. Zwar war die Stadt dank Vauban eine der stärksten Festungen im Reich, doch den 10.000 Verteidigern unter dem Stadtkommandanten und Gouverneur von Harrsch standen etwa 150.000 Angreifer gegenüber. Nach dreiwöchiger Belagerung musste sich die durch Artilleriebeschuss dezimierte Besatzung aus der Stadt in die Festung auf den Schlossberg zurückziehen. Nun war Freiburg schutzlos den Angriffen der Franzosen ausgeliefert. In höchster Not stieg der Stadtschreiber Dr. Franz Ferdinand Mayer im Kugelhagel auf eine Bastion und zeigte, eine weiße Fahne schwenkend, den Belagerern die Übergabe der Stadt an. Darauf erklärte Villars Freiburg zum Eigentum des französischen Königs. Der Kaiser erhob Dr. Mayer für seine mutige Tat zum Freiherrn von Fahnenberg. Im Rastatter Frieden 1714 erhielt Kaiser Karl VI. die italienischen und niederländischen Besitzungen der spanischen Habsburger. Ludwig XIV. behielt seine linksrheinischen Erwerbungen. Er musste Freiburg, Breisach sowie Kehl zurückgeben. 1732 war Johann Franz Tillier Gouverneur von Freiburg.
Als Maria Theresia 1744 im zweiten österreichischen Erbfolgekrieg eine Armee zum Einsatz in Böhmen gegen Friedrich den Großen benötigte, ließ sie den Großteil ihrer Truppen aus den westlichen Vorlanden abziehen. In Freiburg verblieb nur noch eine Besatzung von 6000 Mann. Die Franzosen sahen eine Chance zu einem weiteren Angriff auf das Reichsgebiet. Truppen unter Marschall François de Franquetot schlugen am 5. Juli 1744 bei Weißenburg im Elsass die Österreicher und rückten anschließend in den Breisgau vor. Ludwig XV. persönlich leitete vom Lorettoberg aus die Kanonade Freiburgs. Quartier nahm er im Schloss zu Munzingen.

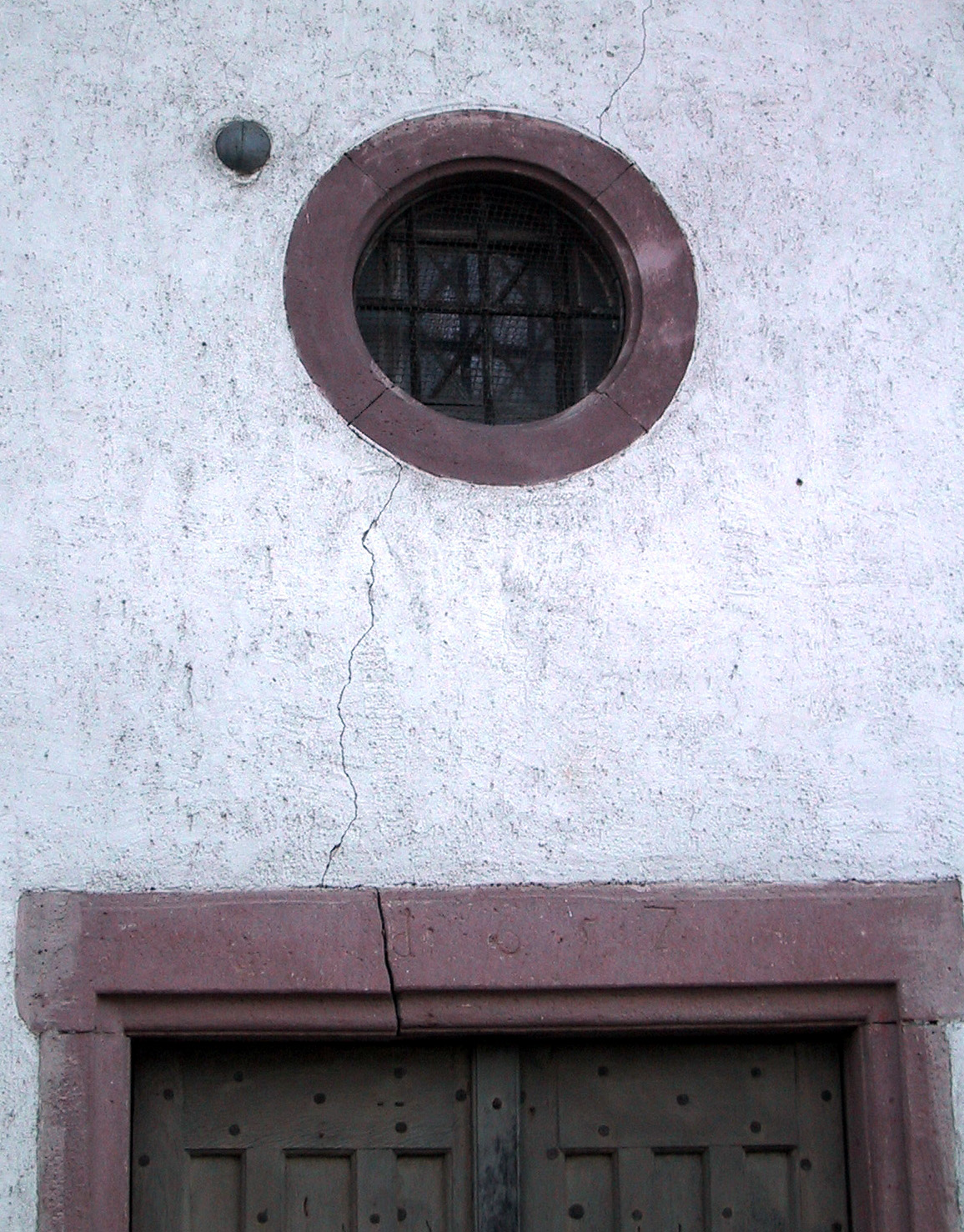
In der Wand der Lorettokapelle steckende Kanonenkugel, die Ludwig XV. auf seinem Beobachtungsposten während der Belagerung Freiburgs 1744 fast getroffen hätte

Der Stadtschreiber von Kornritter notierte: En fin, es ware nit anderst, als wann die lebendige Höll offen stunde. Nach sechswöchiger Belagerung ergab sich Freiburg. Die Franzosen besetzten nach 1638, 1677 und 1713 die Stadt und Festung Freiburg zum vierten Mal. Nach dem Frieden von Füssen 1745 musste Ludwig XV. die Stadt den Habsburgern zurückgeben. Vorher schleiften die Franzosen ihre vor einem halben Jahrhundert gebauten Festungswerke und sprengten sie so gründlich, dass seint alle Häuser rings umb die Statt, so nahe ahn der Fortification gelegen, totaliter ruiniert. Lediglich das Breisacher Tor blieb als Teil der Vaubanschen Bauten erhalten. In der Stadt herrschte bittere Armut. Im Jahre 1754 lebten in Freiburg nur noch 1627 männliche und 2028 weibliche Einwohner.
Im Jahr 1770 war die Stadt anderthalb Tage lang Station des Brautzuges von Marie Antoinette. Die Freiburger bereiteten der „Dauphine“ einen begeisterten Empfang.
Der Rechnungshof in Wien rügte den betriebenen Aufwand. Kaiser Joseph II. besuchte Freiburg im Jahre 1777. In Briefen an seine Mutter Maria Theresia vom 20. und vom 24. Juli schrieb er sehr abfällig über die Stadt, die Universität und die Kommandantur. Freiburg benannte die „Große Gasse“ in „Kaiserstraße“ um und das „Hotel Storchen“ zu Ehren von Joseph II. in „Hotel zum Römischen Kaiser“.

## Folgen der Französischen Revolution
Als in Paris im Jahre 1789 die Revolution ausbrach, traf dieses Ereignis die über Jahrhunderte gewachsene Dreiständegesellschaft in deutschen Landen unvorbereitet, so auch in Freiburg.
Im Breisgau war der erste, der geistliche Stand, trotz der Säkularisation eines Teils des Kirchenbesitzes wegen seines Reichtums – man denke an den Besitz der Klöster St. Peter, St. Blasien und St. Trudpert – der bedeutendste. Zum zweiten Stand gehörten der alte Reichsadel mit seinen Ländereien, aber auch die durch die großzügige Nobilitierungpraxis der Habsburger geschaffenen besitzarmen neuen Ritter. Sie gaben als Verwaltungsbeamte, Juristen und Universitätsprofessoren der Feudalgesellschaft ein festes Gerüst. Als dritter Stand war die Bürgerschaft, in den Zünften wohl organisiert, zu Wohlstand gekommen. Die Bauern dagegen, auch wenn nicht mehr leibeigen, lebten noch immer in der Abhängigkeit von den kirchlichen und weltlichen Grundbesitzern.

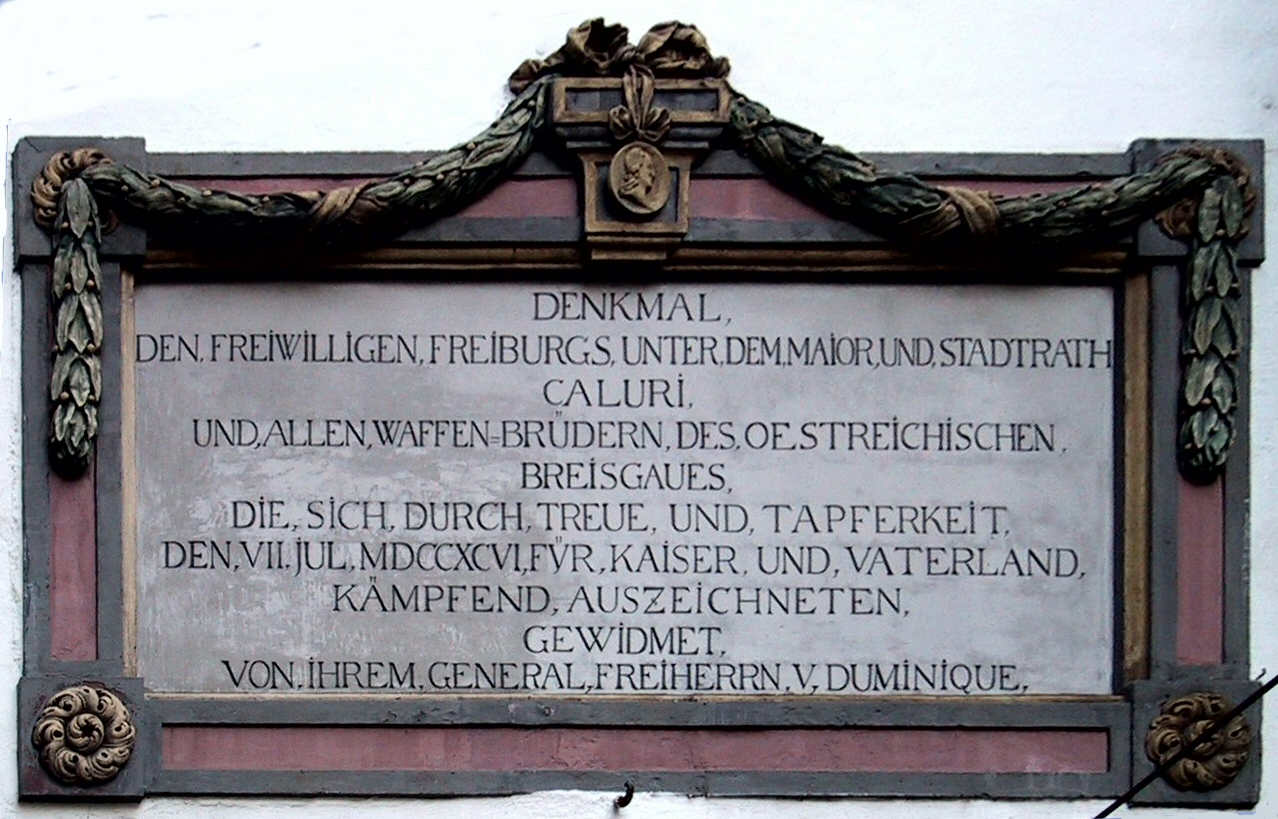
Gedenktafel am Martinstor für die im Kampf gegen die französische Revolutionsarmee gefallenen Bürgermilizen des Breisgaus

Innerlich blieb es ruhig im Breisgau, da unsere Nation … weder so verdorben, noch so gedrückt, noch so enthusiastisch ist, wie Kaiser Leopold II. im fernen Wien fand. Als aber der Nationalkonvent in Paris 1792 zur Sicherung der „natürlichen Grenzen“ Frankreichs eine Durchsetzung der Errungenschaften der Revolution auch in anderen Ländern Europas beschloss, waren die habsburgischen Besitzungen am Oberrhein direkt bedroht. Der Freiburger Regierungspräsident Joseph Thaddäus von Sumerau wandte sich an seinen Kaiser in Wien: „Mir blutet das Herz, wenn ich denke, dass diese guten, treuen Untertanen dem Raub und Mord ihrer Nachbarn, dieser Kannibalen, ausgeliefert werden sollen.“
Nachdem bereits 1793 das Revolutionsheer des Reiches Schlüssel Alt-Breisach besetzt hatte, nahmen die Franzosen im Sommer 1796 Freiburg ein, dies jedoch erst nach dem Widerstand der Bürgermilizen unter dem „Maior und Stadtrath Ignaz Caluri“, wie es Sumeraus Schwager General Max Freiherr von Duminique (1739–1804) auf einer Tafel bescheinigte, die heute noch am Martinstor hängt – ein wohl seltener Fall, dass ein General seinen Truppen ein Denkmal setzte.
Diesmal ließen die Habsburger jedoch ihre rechtsrheinischen Besitzungen nicht im Stich; nach drei Monaten vertrieb der Franzosen Schreck, Erzherzog Karl, die Franzosen aus Freiburg.

## Napoleonische Zeit
Nach mehreren Niederlagen der Österreicher in Oberitalien gegen die Revolutionstruppen der Armée des Alpes unter ihrem Befehlshaber Napoleon Bonaparte fasste dieser 1797 im Frieden von Campo Formio die eroberten Gebiete zur Cisalpinischen Republik zusammen. So ging auch der Herzog von Modena Ercole III. d’Este (deutsch: Herkules III.) seiner italienischen Besitzungen verlustig und erhielt 1801 im Frieden von Lunéville als Kompensation den Breisgau. Herkules III. war jedoch mit diesem Tausch nicht einverstanden, da er seine Verluste nicht für ausreichend kompensiert erachtete. Auch als der Fürst nach der erneuten Niederlage Österreichs im Zweiten Koalitionskrieg 1801 zusätzlich die Ortenau zugesprochen bekam, erfolgte der Herrschaftswechsel nur zögerlich. Die Regierungsgeschäfte führte Freiherr Hermann von Greiffenegg, der den Breisgau formal erst am 2. März 1803 für das Haus Este in Besitz nahm. Nach Herkules’ Tod im Oktober 1803 fiel der Breisgau an seine in das Haus Habsburg eingeheiratete Tochter Maria Beatrice, die mit dem österreichischen Erzherzog Ferdinand, dem Onkel von Kaiser Franz II., verheiratet war. Der Breisgau blieb damit zunächst faktisch habsburgisch, auch wenn die Herrschaft formal an eine Nebenlinie des Hauses überging.

Da forderte 1805 Franz II. (inzwischen als Franz I. österreichischer Kaiser) im Dritten Koalitionskrieg den ebenfalls selbsternannten französischen Kaiser Napoleon noch einmal heraus, doch in der Schlacht bei Austerlitz erlitt Österreich eine vernichtende Niederlage. So dauerte das modenisch-habsburgische Zwischenspiel für den Breisgau und die Ortenau nur kurz, denn noch vom besetzten Wien aus verfügte Napoleon, dass diese Gebiete an Baden fallen. Freiburg fand sich vom Vorposten Habsburgs am Oberrhein zu einer Provinzstadt in einem von Napoleons Gnaden 1806 zum Großherzogtum Baden beförderten Pufferstaat degradiert. 

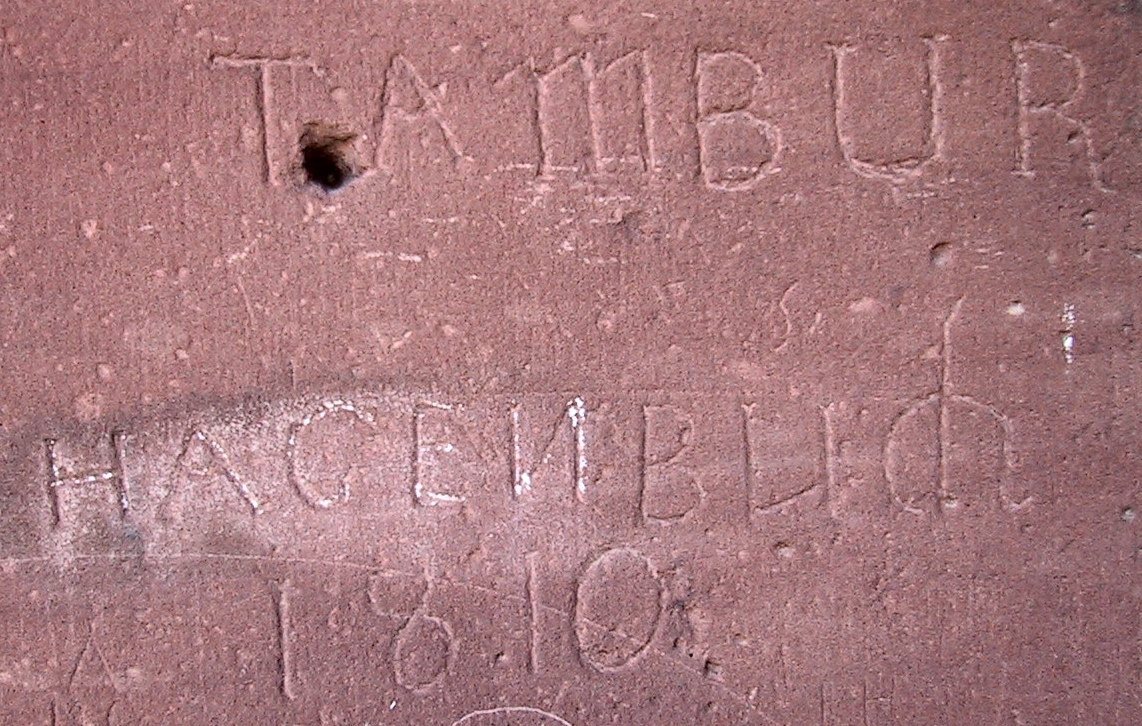
Graffiti eines wohl deutschsprachigen Trommlers (tambur statt tambour) der Napoleonischen Armee 1810 an der Außenseite des Münsterchors

 Gnadenlos presste Napoleon aus den koalierten Staaten Geld und vor allem frische Truppen, die er für seinen Feldzug gegen Russland brauchte. Unter den 412.000 Mann der Grande Armée, die sich 1812 bis nach Moskau vorkämpfte, befanden sich auch etwa 150.000 Deutsche, doch kehrten davon nur rund 1.000 in die Heimat zurück.
Dieser Blutzoll trieb die antinapoleonische Stimmung in den deutschen Landen hoch, doch während sich etwa in Preußen Freikorps gegen die Napoleonische Herrschaft erhoben, ließ Großherzog Karl Ludwig Friedrich noch 1813 in der Völkerschlacht bei Leipzig badische Söldner im Rahmen seiner Verpflichtungen im Rheinbund an der Seite Bonapartes kämpfen. Da wundert es nicht, dass im ehemals habsburgischen Freiburg vom Regierungsgebäude das badische Wappen heruntergerissen und im Gegenzug am Kreisdirektorium nachts ein kaiserlicher Doppeladler angebracht wurde.

## Badisch
Als die gegen Napoleon verbündeten Truppen im Winter 1813 auf dem Wege nach Paris durch Freiburg zogen, kam es zu einem Treffen zwischen dem österreichischen Kaiser Franz I. (ehemals römisch-deutscher Kaiser Franz II.), dem russischen Zaren Alexander I. und dem preußischen König Friedrich Wilhelm III. Habsburgtreue Freiburger bereiteten Franz I. einen begeisterten Empfang. Alte Gefühle brachen auf: Wien und das habsburgisch-katholische Österreich waren den Freiburgern näher als Karlsruhe und das protestantische Nordbaden.
Alle politischen Bemühungen des Freiburger Stadtrats nützten jedoch nichts. Freiburg und der Breisgau blieben bei Baden. Mit dem endgültigen Verzicht auf die ehemaligen österreichischen Vorlande auf dem Wiener Kongress legte Metternich den Jahrhunderte alten französisch-habsburgischen Interessenkonflikt am Rhein bei, schuf aber einen neuen potenziellen französisch-preußischen, als Preußen statt Österreich mit seinen Neuerwerbungen am Niederrhein die Wacht am Rhein übernahm.
So kehrte Freiburg nicht unter die milde Hand Österreichs zurück. Viele Menschen waren enttäuscht, sahen aber letztlich auch die Chance für eine Liberalisierung. Auch der Freiburger Professor und Liberale Karl von Rotteck klagte zunächst über die „Loßreißung von dem milden Scepter, der seit Jahrhunderten uns beglückte“, arbeitete aber dann an der recht liberalen badischen Verfassung mit und sah in ihr vor allem ein einigendes Element: „Wir haben eine ständige Verfassung erhalten, ein politisches Leben als Volk … ein Volk von Baden waren wir nicht. Fortan aber sind wir Ein Volk, haben einen Gesamtwillen und … ein Gesamtrecht.“

## Restauration im Großherzogtum Baden
Die Karlsbader Beschlüsse erstickten die im Zuge der Befreiungskriege aufgekeimte Hoffnung auf eine politische Liberalisierung in deutschen Landen. Obgleich Baden eine vergleichsweise freiheitliche Verfassung hatte, betrieb die Regierung in Karlsruhe eine reaktionäre Politik. Das Bürgertum zog sich in die Häuslichkeit des Biedermeier zurück. Freiburg entwickelte sich in den Jahren nach dem Wiener Kongress zu einem wirtschaftlichen und politischen Zentrum am Oberrhein. Innerhalb Badens war Freiburg Sitz eines Stadtamtes und zweier Landämter, die man 1819 zu einem Landamt Freiburg, in das die Gemeinden des aufgelösten Amtes St. Peter eingegliedert wurden, vereinigte. Im Jahr 1827 wurde Freiburg Sitz des neu gegründeten Erzbistums Freiburg mit dem Freiburger Münster als Bischofskirche.
Als im Jahre 1830 Großherzog Ludwig starb, setzte das badische Volk hohe Erwartungen in seinen Nachfolger Leopold, der sich voll zur konstitutionellen Monarchie bekannte. Sein neues Kabinett mit fortschrittlich denkenden Mitgliedern erließ zu Weihnachten 1831 ein liberales Pressegesetz, jedoch bereits im Juli 1832 führte die badische Regierung auf Druck des Bundestages in Frankfurt die Vorzensur wieder ein. Die folgenden Studentenproteste in Freiburg dauerten bis in den Herbst. Darauf verfügte ein Regierungserlass vom 12. September 1832 die Schließung der Albertina-Ludovica „wegen der verderbliche(n) Richtung, welche die Universität seit längerer Zeit in politischer und sittlicher Hinsicht dem größeren Teile nach genommen hat und der daraus hervorgegangene nicht minder verderbliche Einfluß auf die wissenschaftliche Bildung der Studierenden“. Nach Karl von Rottecks Protest gegen eine despotische Änderung der Universitätsverfassung, unter der der Lehrbetrieb wieder aufgenommen wurde, versetzte die Regierung ihn und den liberalen Professor Carl Theodor Welcker am 26. Oktober 1832 in den vorzeitigen Ruhestand. Auch wurde ihre Zeitung, Der Freisinnige, verboten. Ab 1832 war Freiburg Sitz des Oberrheinkreises, zu dem mehrere Ämter gehörten.
Als die Freiburger Karl von Rotteck 1833 mit überwältigender Mehrheit zum Bürgermeister wählten, teilte ihnen die Regierung mit: „Nach gepflogener kollegialischer Beratung findet man sich gewogen, der auf den pensionierten großh. Hofrat und Professor Dr. Karl von Rotteck in Freiburg gefallenen Wahl zum Bürgermeister dieser Stadt die Bestätigung wie hiermit geschieht, zu versagen“. Um die bei Widerstand angekündigten Repressalien gegen die Stadt zu verhindern, verzichtete Karl von Rotteck daraufhin zu Gunsten seines Neffen Joseph von Rotteck auf das Bürgermeisteramt. Nachdem der nördliche Abschnitt der Rheintalbahn Freiburg erreicht hatte, fand 1845 die Einweihung des Bahnhofs statt.

## Revolution von 1848/49

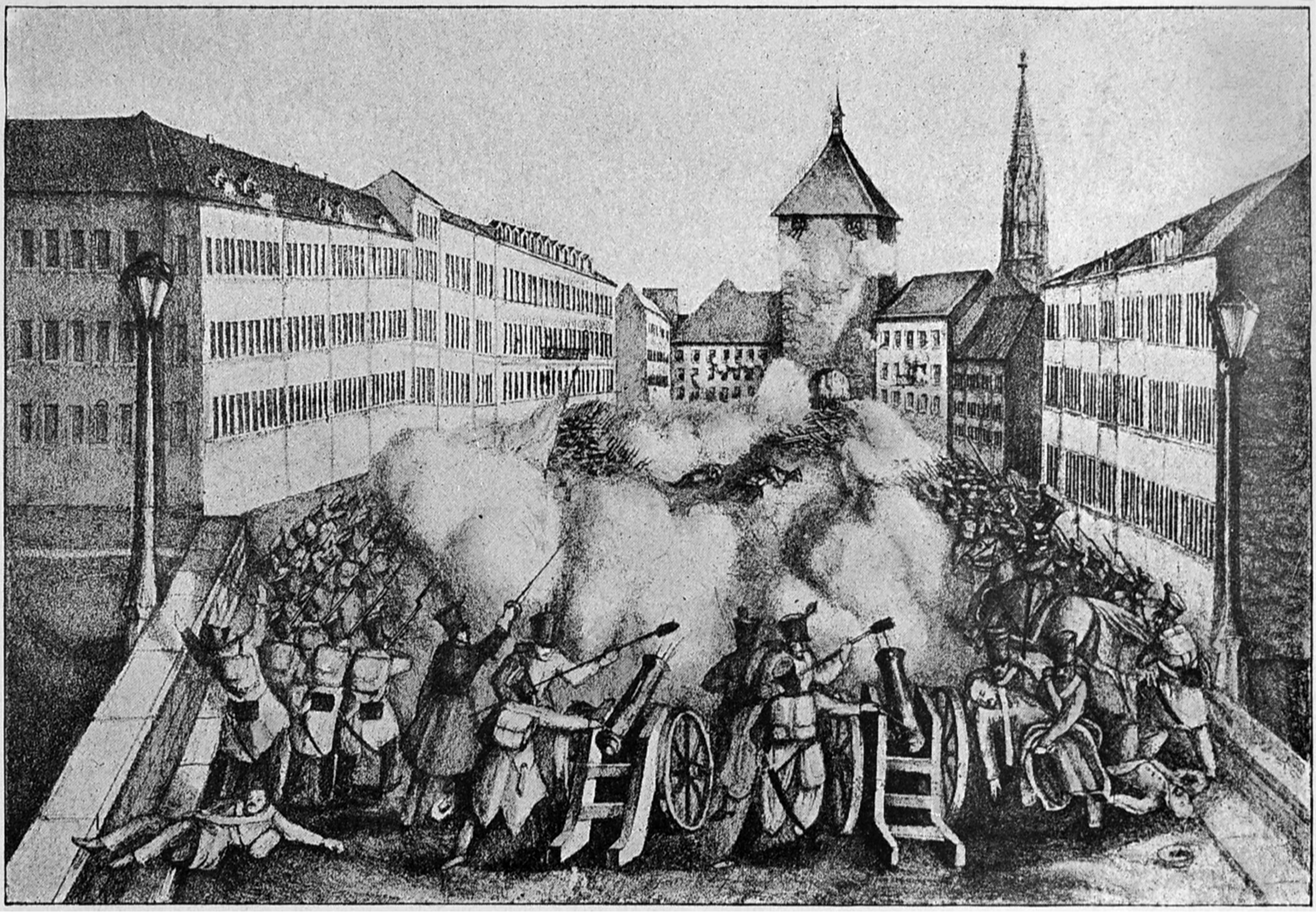
Straßenkämpfe im Jahr 1848

Als Ende Februar 1848 im Mutterland der Revolution der Bürgerkönig Louis-Philippe I. gestürzt und die zweite Republik ausgerufen wurde, erwachte auch rechts des Rheins eine Freiheitsbewegung. In Baden waren es vor allem die Rechtsanwälte Friedrich Hecker und Gustav Struve, die unbedingte Preßfreiheit, Schwurgerichte nach dem Vorbilde Englands, Volksbewaffnung und die sofortige Herstellung eines teutschen Parlaments forderten. Wie überall in deutschen Landen war das Lager der Revolutionäre in Baden gespalten in Anhänger einer konstitutionellen Monarchie und einer Republik. Die Auseinandersetzungen über diese Frage erreichten am 26. März 1848 auf einer Volksversammlung in Freiburg ihren Höhepunkt.
Die Konstituierung der gewählten Frankfurter Nationalversammlung konnte den Elan Heckers nicht bremsen. Er wollte den bewaffneten Aufstand und forderte die Abgeordneten in der Paulskirche auf: Zieht mit uns, statt leeres Stroh in Frankfurt zu dreschen. Anschließend rief er am 12. April 1848 in Konstanz das Volk im Namen einer provisorischen Regierung zu einer bewaffneten Erhebung auf und zog, unterwegs Freiwillige werbend, gen Norden. Regierungstruppen schlugen den revolutionären Heckerzug im Gefecht auf der Scheideck bei Kandern in die Flucht.
Regierungstruppen, mit der kurz vorher fertiggestellten Eisenbahn aus Nordbaden herantransportiert, standen auch bei Freiburg bereit, um die Revolution niederzuschlagen. Deshalb verbarrikadierten sich zu Ostern die etwa 1500 Freischärler in der Stadt und warteten auf den Entsatz durch 5000 bewaffnete Revolutionäre unter Franz Sigel. Unterdessen zogen Regierungs- und hessische Truppen den Belagerungsring um die Stadt immer enger. Eine Vorhut der sich in Horben sammelnden Revolutionäre von etwa 300 Mann unter Gustav Struve preschte gegen ausdrücklichen Befehl Sigels in Richtung Freiburg vor. Auf dem Wege kurz nach Günterstal traf die kleine Mannschaft beim Jägerbrunnen auf überlegene Regierungsstreitkräfte. Nach nur kurzem Gefecht fielen 3 Soldaten und 20 Freischärler, was bei diesen eine Massenflucht auslöste. Als der Rest von Sigels Freischärlern am Ostermontag den 24. April endlich vor den Toren der Stadt erschien, kam es zu blutigen Kämpfen mit den Regierungstruppen, in denen die schlecht bewaffneten Aufständischen rasch unterlagen.
Nach dem Scheitern Heckers sprang Struve in die Bresche. Im September begann er, aus der Schweiz kommend, in Südbaden mit zunächst 80 Bewaffneten einen Marsch auf Karlsruhe. In Lörrach (siehe: hier) und Müllheim rief er unter der Devise: Wohlstand, Bildung, Freiheit für alle! die Republik aus. Doch auch dieser dilettantische Versuch, im Volksmund in Anlehnung an das bekannte Kinderbuch als Struwwelputsch bezeichnet, erstickte im Feuer der Regierungstruppen. Vor einem öffentlichen Schwurgericht (eine der revolutionären Forderungen) musste sich Struve im März 1849 in Freiburg verantworten.
Die Ablehnung der von der Frankfurter Nationalversammlung erarbeiteten deutschen Verfassung durch den preußischen König und die meisten Landesfürsten führte 1849 zur Reichsverfassungskampagne. Dies bedeutete ein erneutes Aufbäumen der revolutionären Bestrebungen besonders in Baden und der Pfalz. Am 11. Mai kam es in Freiburg zu einer Verbrüderung der Republikaner mit dem 2. Badischen Infanterieregiment. Am 12. Mai forderte das Volk in Offenburg die Anerkennung der Reichsverfassung durch die badische Regierung. Die Bundesfestung Rastatt erhob sich. Mit der Flucht des Großherzogs Leopold aus Karlsruhe am 13./14. Mai siegte in Baden die Revolution. Der Großherzog bat nun um preußische Waffenhilfe im Kampf gegen den Aufstand.
Während die Revolutionsarmee sich nach mehreren Niederlagen auf Freiburg zurückzog, tagte am 28. Juni eine verfassungsgebende Versammlung im Basler Hof. Auf Antrag des aus seiner Haft in Rastatt befreiten Abgeordneten Struve beschloss das Gremium, den Krieg gegen die Feinde der deutschen Einheit und Freiheit mit allen zu Gebote stehenden Mitteln fortzusetzen. Oberst Sigel übernahm das Kommando über das verbliebene Revolutionsheer, zu dem Freischärler aus dem Elsass und der Schweiz gestoßen waren.
Die Niederschlagung der Erhebung in Baden und der Pfalz geschah durch preußische Truppen unter dem Oberkommando des „Kartätschenprinzen“ Wilhelm. Am 7. Juli 1849 übergaben herzogstreue Bürger Freiburg dem Korps des Generals Moritz von Hirschfeld. Zu Kämpfen war es dabei nicht gekommen, weil ein Stimmungswechsel stattgefunden hatte und sich zahlreiche badische Revolutionssoldaten in preußische Gefangenschaft begaben. Hirschfeld ließ sie alle sofort frei. Am 11. Juli verurteilte ein preußisches Kriegsgericht den von der Stadt ausgelieferten Revolutionär Johann Maximilian Dortu aus Potsdam zum Tod. Am 24. Juli endete mit dem Fall der Festung Rastatt die Revolution. Danach nahmen im Land preußisch-badische Kriegsgerichte ihre Arbeit auf. Wie Dortu wurden Friedrich Neff und Gebhard Kromer auf dem Friedhof in der Wiehre erschossen, in Rastatt und Bruchsal weitere 26 Revolutionäre. Die Niederwerfung des badischen Aufstandes bedeutete für lange Zeit das Ende der revolutionär-bürgerlichen Freiheits- und Einheitsbestrebungen in Deutschland. Das Heckerlied erinnert an den Geist der revolutionären Badener.

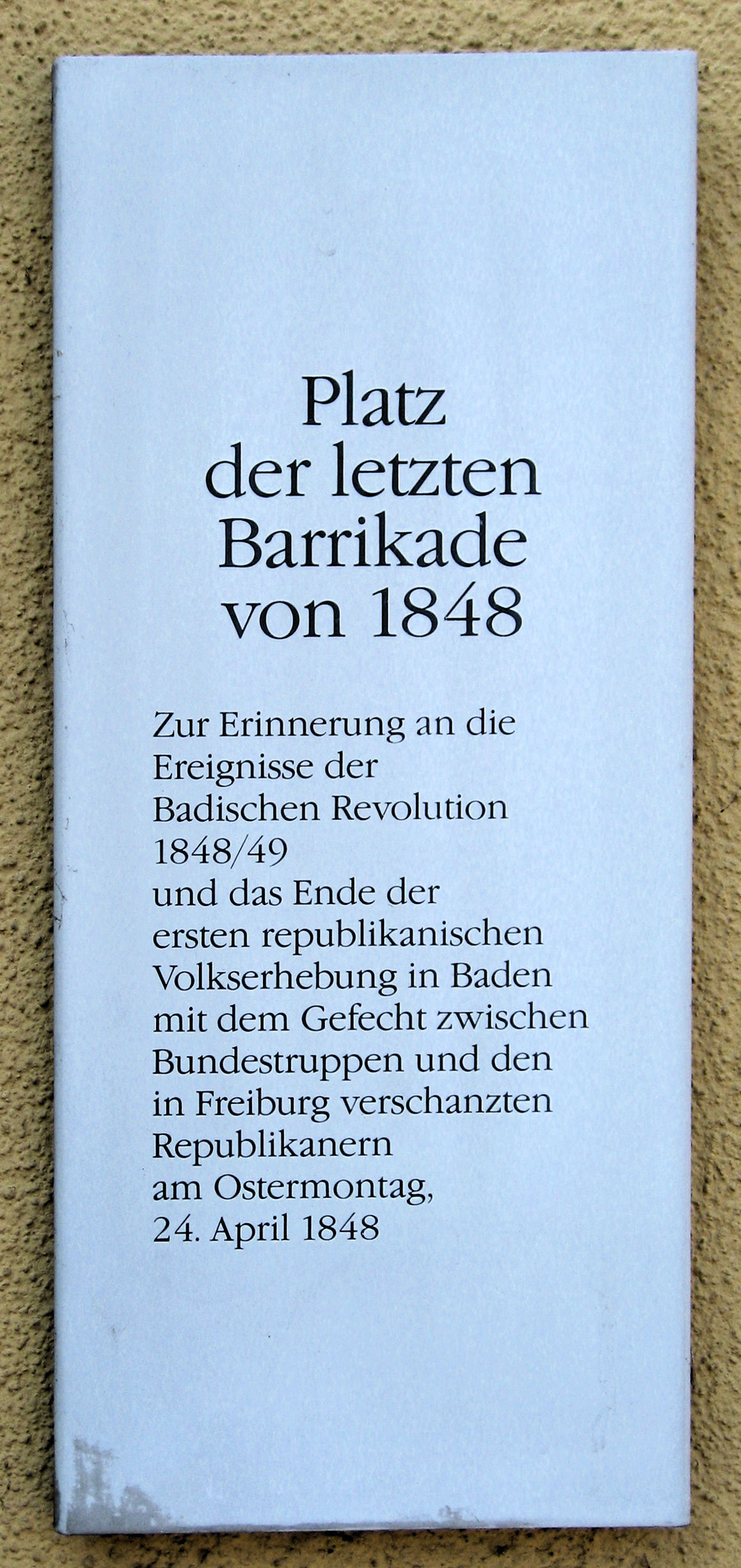
Gedenktafel in der Nähe des Schwabentors, an dem zu Ostern 1848 die letzte Barrikade der Freiheitskämpfer stand.
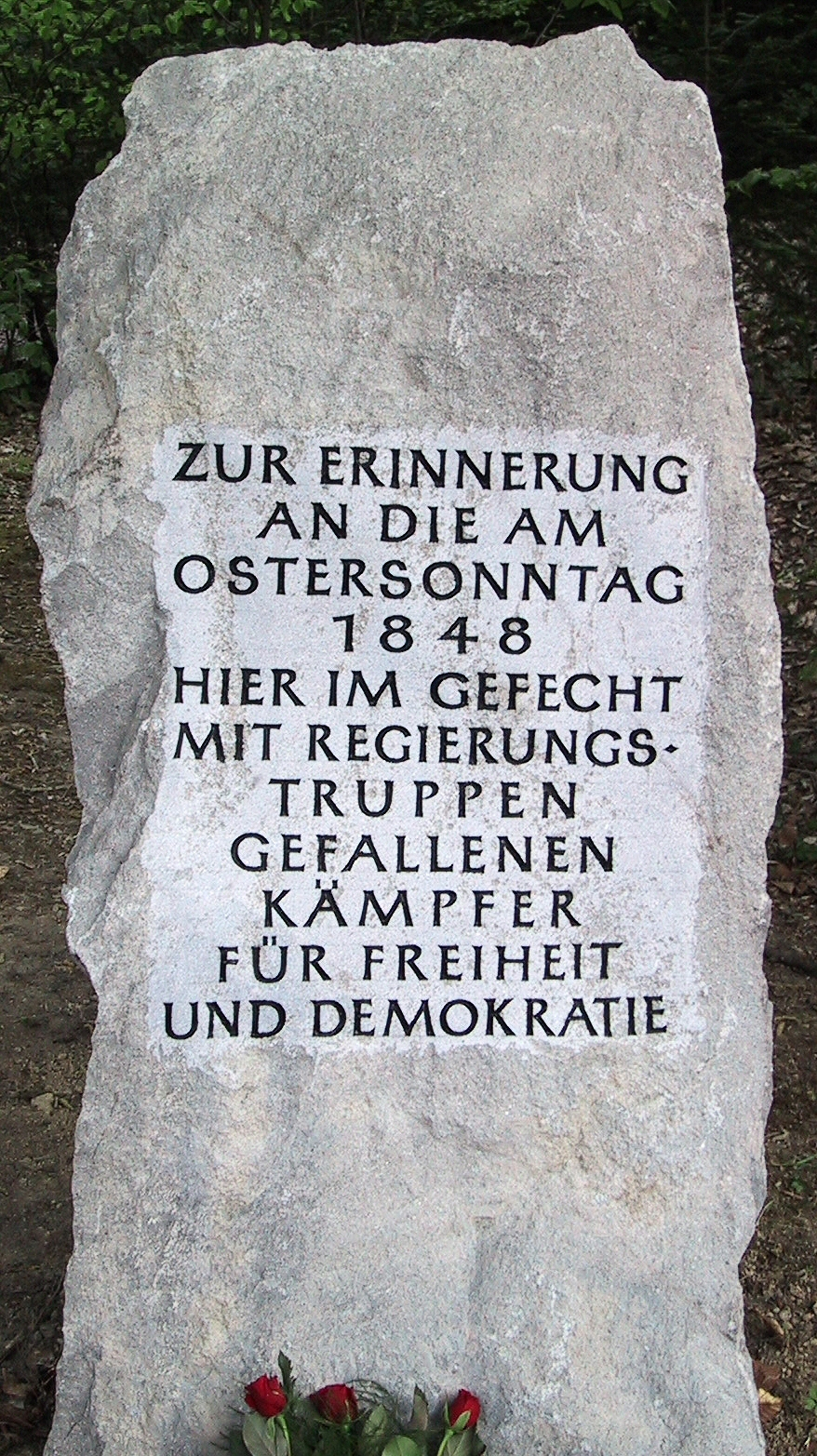
Gedenkstein für die zwanzig am Ostersonntag 1848 beim Jägerbrunnen in Günterstal gefallenen Freischärler der Kolonne Sigel unter Führung Gustav Struves.
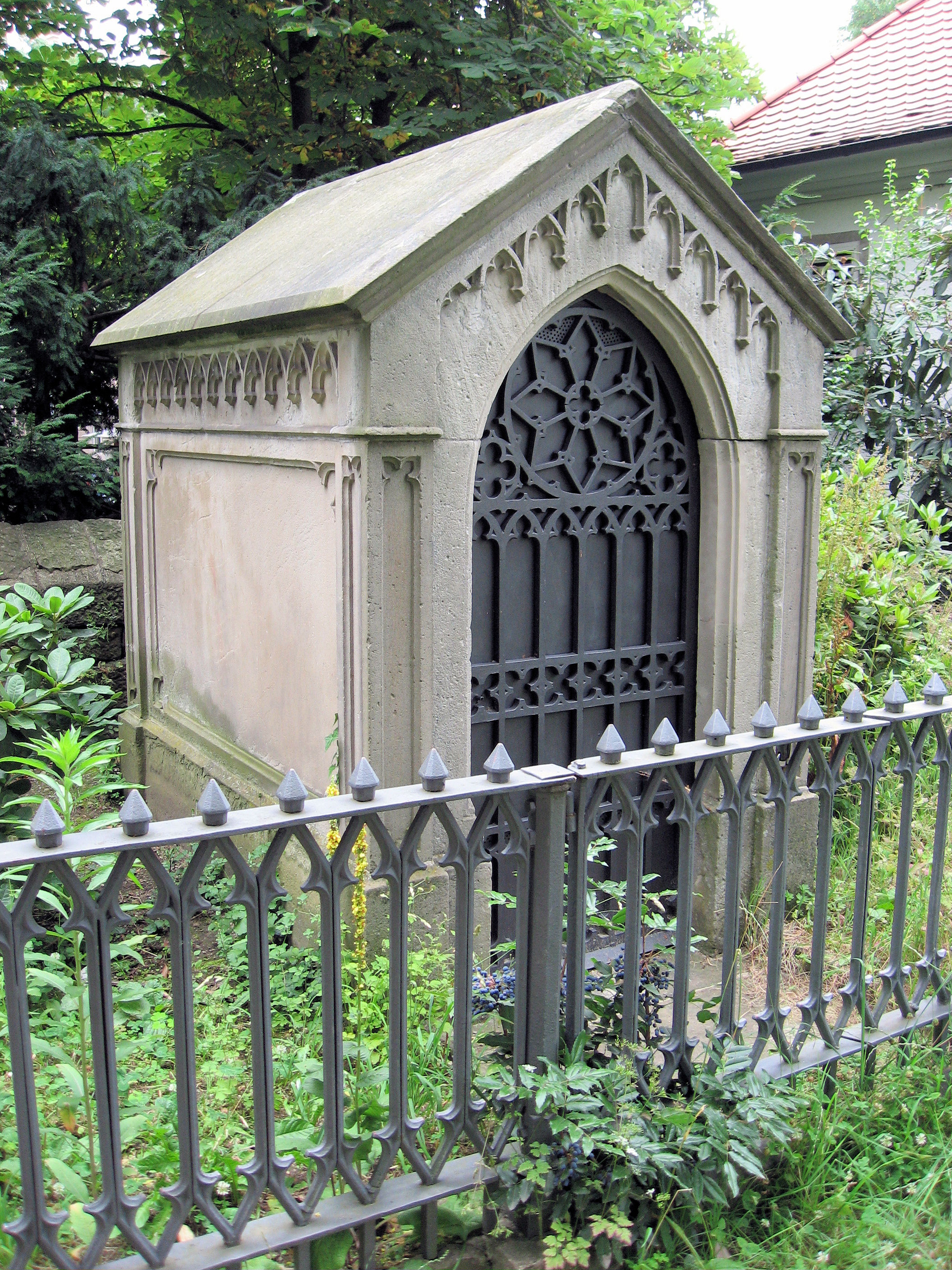
Mausoleum Maximilian Dortus auf dem alten Wiehrefriedhof an der Stelle, wo er erschossen wurde.
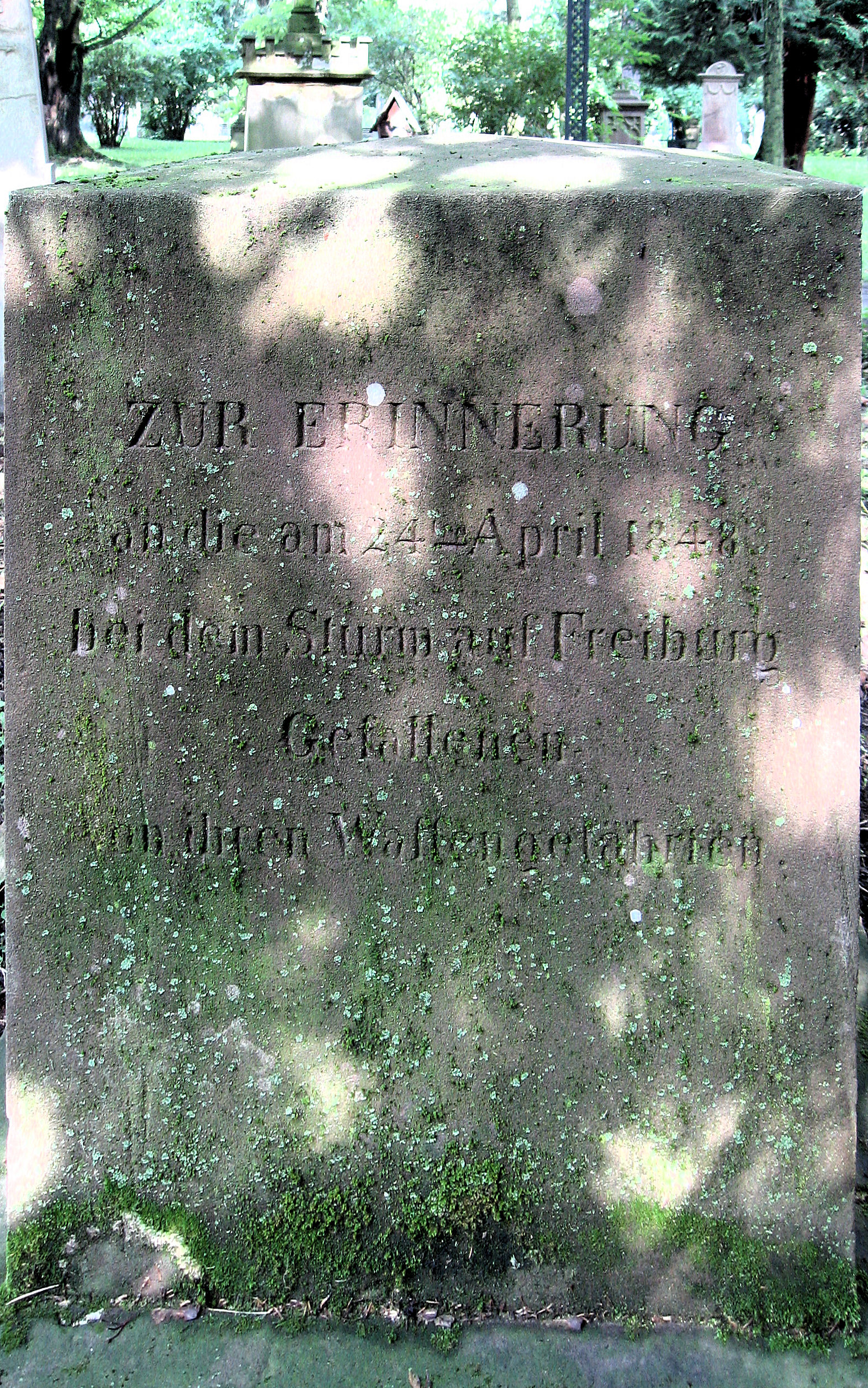
Gedenkstein für die zu Ostern 1848 gefallenen badischen Soldaten auf dem Alten Friedhof. Der von den Kameraden gestiftete Stein musste auf Anordnung des Großherzogs so gedreht werden, dass die Inschrift vom Wege aus nicht einzusehen war.

## Gründerzeit und Kaiserreich

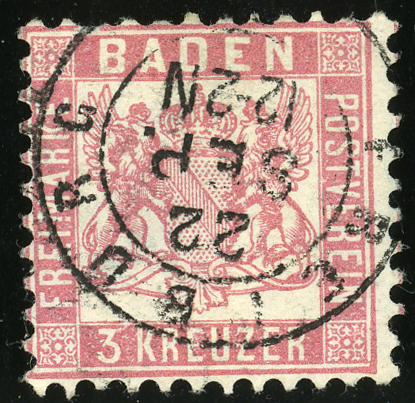
Freiburg im Großherzogtum Baden rund 1862

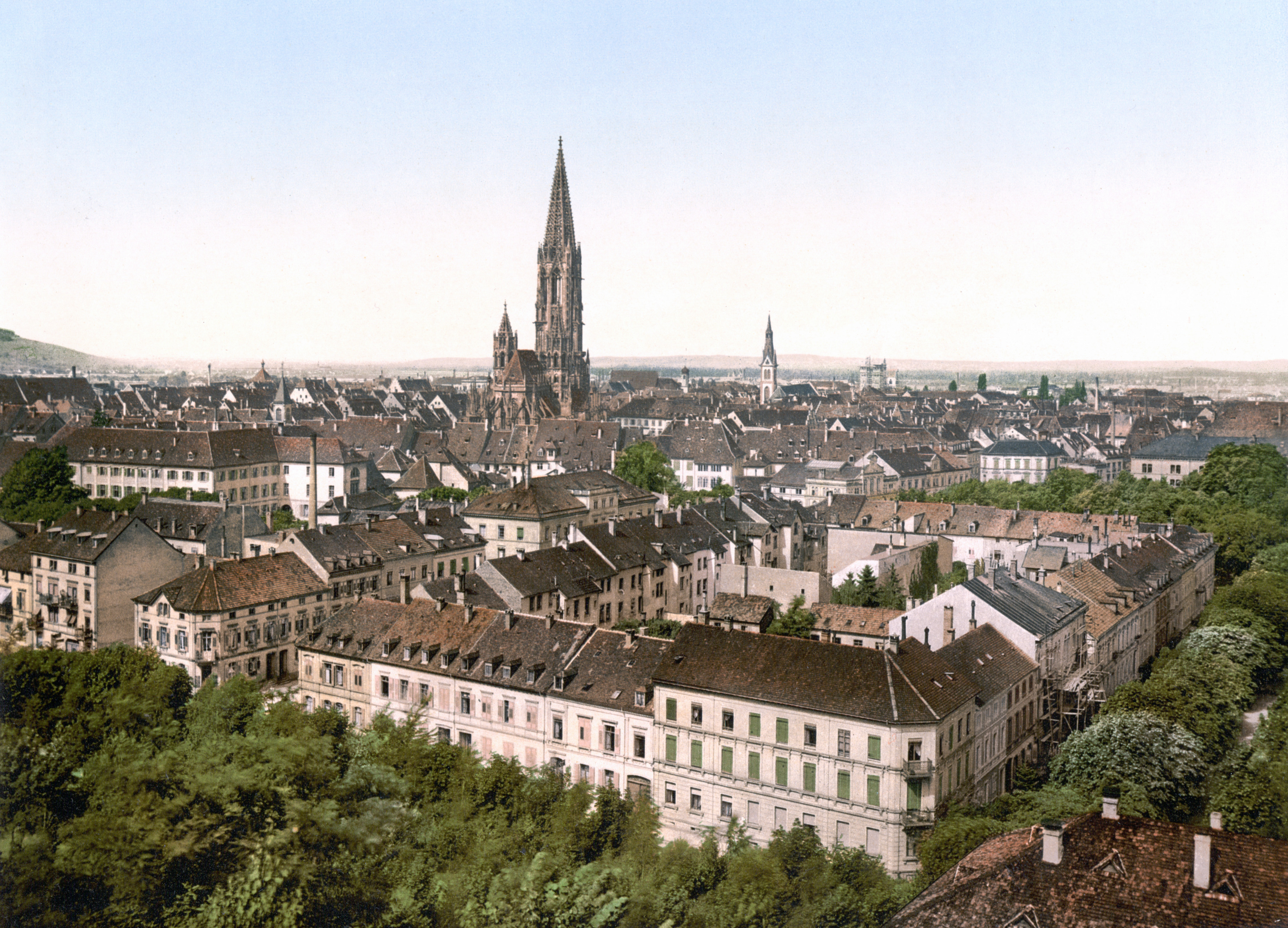
Freiburg um 1900

1864 wurden Stadt- und Landamt Freiburg zum Bezirksamt Freiburg vereinigt. Zum neuen Großkreis Freiburg gehörten die Bezirksämter Breisach, Emmendingen, Ettenheim, Freiburg, Kenzingen (1872 aufgelöst), Neustadt und Staufen. Im gleichen Jahr gründete sich mit dem Schwarzwaldverein der erste deutsche Wanderverein in der Stadt.
Nach Gründung des zweiten deutschen Reiches 1871 erwies sich Baden von Anfang an als treuer Teil, war doch das Herrscherhaus auch verwandtschaftlich mit dem Kaiserhaus verbunden: Großherzog Friedrich als Ehemann Prinzessin Luises war der Schwiegersohn Kaiser Wilhelms I. Nach 1871 beging man zwar in Baden wie überall im Reich den Sedantag, doch pflegte man im Südwesten zusätzlich den Tag der Schlacht von Belfort zu feiern. Das gemeinsame Kriegserlebnis sollte die Deutschen einen und musste gestreckt werden. So wurde im Jahre 1876 im Beisein Wilhelms I., des Großherzogs und Bismarcks in Freiburg das offizielle Siegesdenkmal Badens eingeweiht.
1899 immatrikulierte die Freiburger Universität als erste Hochschule in Deutschland eine Frau.
Die Stadt lebte den wirtschaftlichen Aufschwung der Gründerzeit nicht zuletzt wegen des annektierten Elsass, denn Kolmar im links-rheinischen Reichsland wurde durch eine Bahnstrecke mit Freiburg verbunden. Gegen Ende des 19. Jahrhunderts setzte unter Bürgermeister Otto Winterer ein bis dahin unbekannten Bauboom ein, so dass man ihn nach 25-jähriger Amtszeit bei seiner Pensionierung 1913 als „den zweiten Gründer der Stadt“ bezeichnete. Nachdem es bereits seit 1891 einen Pferdeomnibusbetrieb gegeben hatte, betrieb Freiburg als aufstrebende und dem Modernen zugeneigte Stadt seit 1901 eine elektrische Straßenbahn. Dazu wurde eigens ein Elektrizitätswerk im Stühlinger errichtet. Die erste Linie A verkehrte vom Rennweg zur Lorettostraße ab Oktober 1901.
Im Jahre 1910 wurde das neue Stadttheater am Westrand der Innenstadt eingeweiht, dem 1911 die Eröffnung des neuen Universitäts-Hauptgebäudes (heute Kollegiengebäude I) schräg gegenüber folgte.
In der Winterer-Zeit entstanden neue Wohngebiete wie die Wiehre und der Stühlinger – die Zahl der Gebäude und der Einwohner Freiburgs verdoppelte sich. Das lag auch am Zuzug vor allem älterer und wohlhabender Menschen aus den Industriegebieten Westdeutschlands oder aus Hamburg, wo die Cholera wütete, so dass die Stadt den Beinamen Alldeutsches Pensionopolis (Gerhart von Schulze-Gaevernitz) erhielt. Diese  Zugezogenen machten bald 20 % der Haushalte aus. Das von Winterer mit viel Historismus verschönte und mittelalterlich anmutende Stadtbild traf den Zeitgeist. Die Nähe von Schwarzwald und Kaiserstuhl sowie das warme Klima zogen die Menschen an.
Diese Idylle übertünchte stärker werdende soziale Spannungen. Während in der Wiehre (Goethe- oder Reichsgrafenstraße) und in Herdern (Wölflin- und Tivolistraße) meist zugezogene wohlhabende Rentiers wohnten, lebte etwa im Stühlinger ein wachsendes, armes Proletariat.
Es war eine ungeheuerliche Provokation der bürgerlichen Idylle Freiburgs, als Rosa Luxemburg im April 1914 am Vorabend des großen Krieges in der überfüllten Kunst- und Festhalle die Klassenunterschiede und den deutschen Militarismus anprangerte. Zu deren Beseitigung rief sie die Arbeiter zum Generalstreik auf. Unter dem Einfluss der Rede der in bürgerlichen Augen Vaterlandsverräterin traten 280 Freiburger in die Sozialdemokratische Partei ein.

## Erster Weltkrieg

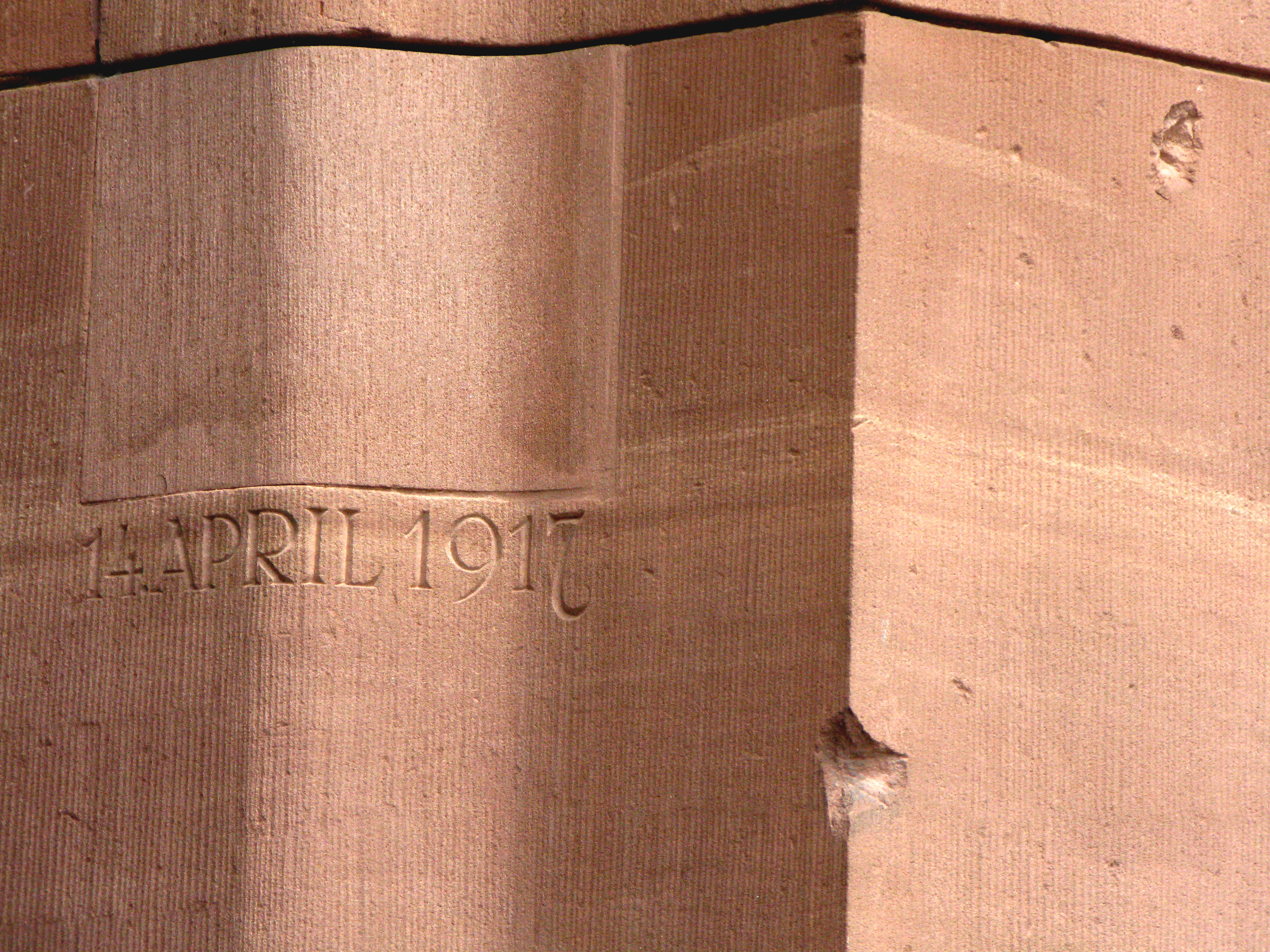
Spuren des britischen Bombenangriffs vom 14. April 1917 am Kollegiengebäude I der Universität

Der Kriegszustand, in Freiburg am 31. Juli 1914 in Extrablättern verkündet, löste bei den meisten Freiburgern großen Jubel aus (siehe Augusterlebnis).
Nach Kämpfen mit französischen Truppen bei Mülhausen trafen die ersten Verwundeten am 8. August in Freiburg ein. In den eilig in Schulen und Turnhallen eingerichteten Lazaretten lagen Ende des Monats bereits mehr als 2000 verletzte Soldaten.
Im August 1914 war Mülhausen zweimal kurzzeitig von französischen Truppen eingenommen, dabei wurden zahlreiche Zivilisten in Internierungslager nach Frankreich verschleppt (siehe auch Geschichte des Elsass).
Insgesamt wurden im Laufe des Krieges etwa 100.000 Verletzte in den Lazaretten der Stadt gezählt. Auch die Listen der Gefallenen wurden länger und bereits gegen Ende 1914 nicht mehr in den Zeitungen veröffentlicht. Der Erste Weltkrieg traf auch die Zivilbevölkerung hart. Die schlechte Versorgungslage (siehe auch Deutsche Wirtschaftsgeschichte im Ersten Weltkrieg) und die Flüchtlingsströme aus dem Elsass waren schwere Belastungen für die Bürger.
| Jahr  | Anzahl Bombenangriffe | Abwürfe |
| ----- | --------------------- | ------- |
| 1914  | 3                     | 15      |
| 1915  | 6                     | 50      |
| 1916  | 3                     | 43      |
| 1917  | 7                     | 102     |
| 1918  | 6                     | 78      |
| insg. | 25                    | 289     |

Im Ersten Weltkrieg – das erste Mal am 14. Dezember 1914 – warf die französische Luftwaffe (sie war zu dieser Zeit führend) Bomben auf die unbewaffnete und offene Stadt Freiburg ab. Das deutsche Oberkommando sah darin den Bruch der völkerrechtlichen Einschränkungen gemäß der Haager Landkriegsordnung; der Luftkrieg auch gegen zivile Ziele eskalierte immer mehr.
Die Reichsregierung nutzte die Angriffe umgehend propagandistisch: namen und art der verletzungen, namentlich der kinder schleunigst hierher (an den Generalstab in Berlin) erwünscht. Wegen seiner Nähe zur Front bombardierten alliierte Flugzeuge und Zeppeline Freiburg insgesamt fünfundzwanzigmal und damit häufiger als andere deutsche Städte. Sie warfen über Freiburg mehr Bomben ab als über jeder anderen deutschen Stadt.
Die Luftangriffe veränderten das öffentliche Leben zunehmend. Im Dezember 1914 galt bei Angriffen ein Ausgangsverbot; seit April 1916 mussten Verdunkelungsmaßnahmen ergriffen werden. Im Mai 1916 reduzierte die Stadt die öffentliche Beleuchtung bis auf 1/4, im Mai 1917 stellte sie sie ganz ein. Beim schwersten, einem französischen Fliegerangriff am 15. April 1917 gab es 31 Todesopfer zu beklagen.
Die Lage der Bombenabwürfe zeigt, dass die durch die Stadt führenden Nachschubwege zur Front im Elsass getroffen werden sollten, denn es gab in Freiburg keine kriegswichtigen Ziele, d. h. weder Festungsanlagen, besondere Artillerieanlagen noch größere Truppenkontingente oder wichtige Rüstungsbetriebe. Jedoch produzierte das Pharmakologische Institut kriegswichtige Zündernadeln, während die Oberrheinische Metallwarenfabrik Granaten, Geschosse und Lastwagen herstellte.
Zudem erlebten die Freiburger den Krieg im nahen Elsass durch Augenschein und auch akustisch: Das Geschützfeuer auf den Höhen der Vogesen war zu hören und zu sehen.
Bald zeigten sich wie überall im Reich bei der Versorgung der Bevölkerung erste Mängel. Die nach und nach ausgegebenen Lebensmittelkarten und Bezugsscheine für den Bedarf des täglichen Lebens waren häufig ihr Papier nicht wert. Mit der Verknappung von Mehl wurde das Brot durch Kartoffelstärke gestreckt, und als auch die Kartoffeln rar wurden, fanden sich weitere Zusätze im Kriegsbrot wie Kleie, Mais, Gerste, Linsen und sogar Sägemehl. Als im Sommer 1916 alle Fahrradbereifungen abgeliefert werden mussten, fielen in Freiburg 10000 Fahrräder für den Transport aus. Leder gehörte zu den Rohstoffen, die schon bei Kriegsbeginn für zivile Zwecke nicht mehr zur Verfügung standen. So trug bald die Mehrheit der Freiburger Einheitsschuhe aus Stoff mit Holzsohlen oder lief im Sommer barfuß.

Im Juli 1917 wurden die meisten Münsterglocken gespendet. Nachdem die Deutsche Frühjahrsoffensive 1918 zusammengebrochen war und ab August die Niederlage absehbar war, suchte im Oktober die Spanische Grippe die unterernährte Bevölkerung und die Verwundeten in den Lazaretten heim, an der in Freiburg 444 Menschen starben.
Am Morgen des 9. November 1918 versammelten sich, die Befehle ihrer Vorgesetzten missachtend, über 9000 Soldaten auf dem Karlsplatz. An ihren Uniformen trugen sie rote Kokarden. Militärpolizei schoss; niemand wurde verletzt. Redner mahnten zur Besonnenheit, forderten Frieden und Freiheit. Als am Nachmittag die Nachricht eintraf, dass Philipp Scheidemann in Berlin die Republik ausgerufen hatte, übernahmen zunächst Soldatenräte die Stadt. Am Abend vereinigten sie sich mit rasch formierten Arbeiterräten, um Recht und Ordnung in Freiburg aufrechtzuerhalten.

## Weimarer Republik

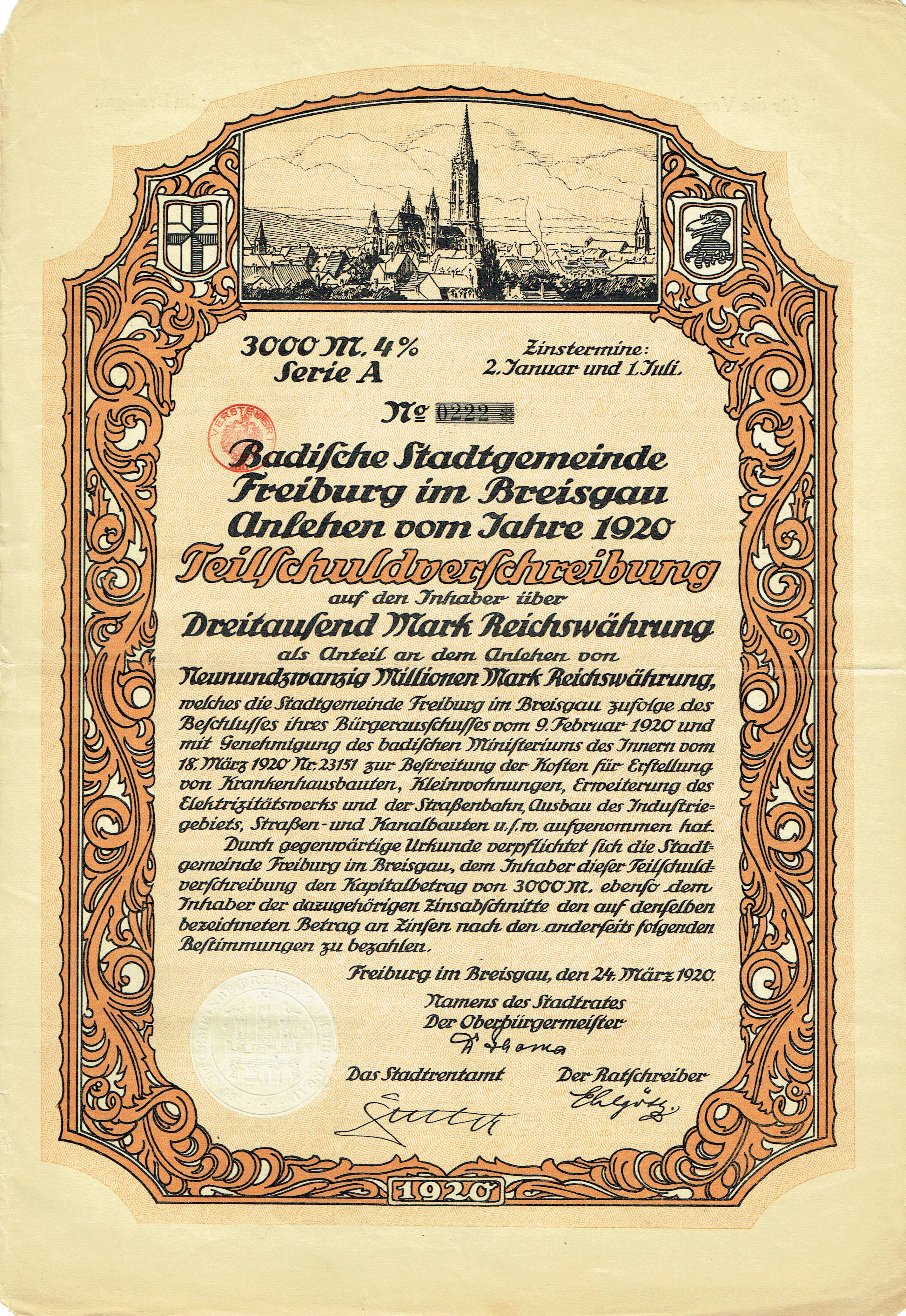
Freiburger Anleihe von 1920 für die Finanzierung von Krankenhäusern und Kleinwohnungen sowie die Erweiterung des Elektrizitätswerkes und der Straßenbahn.

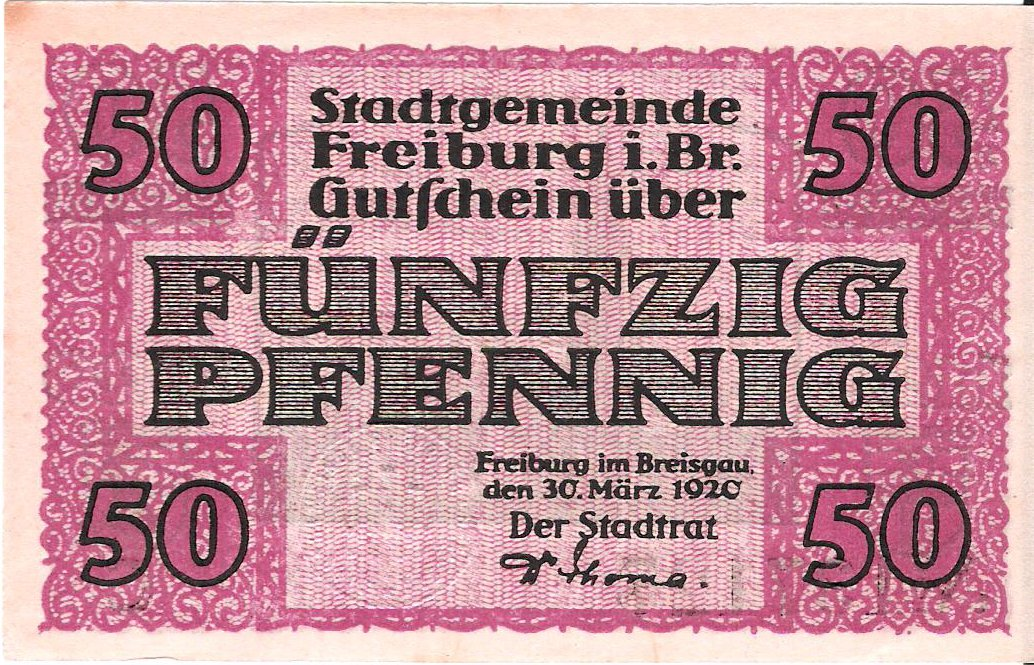
Freiburger Notgeld mit der Unterschrift von Oberbürgermeister Emil Thoma, 30. März 1920

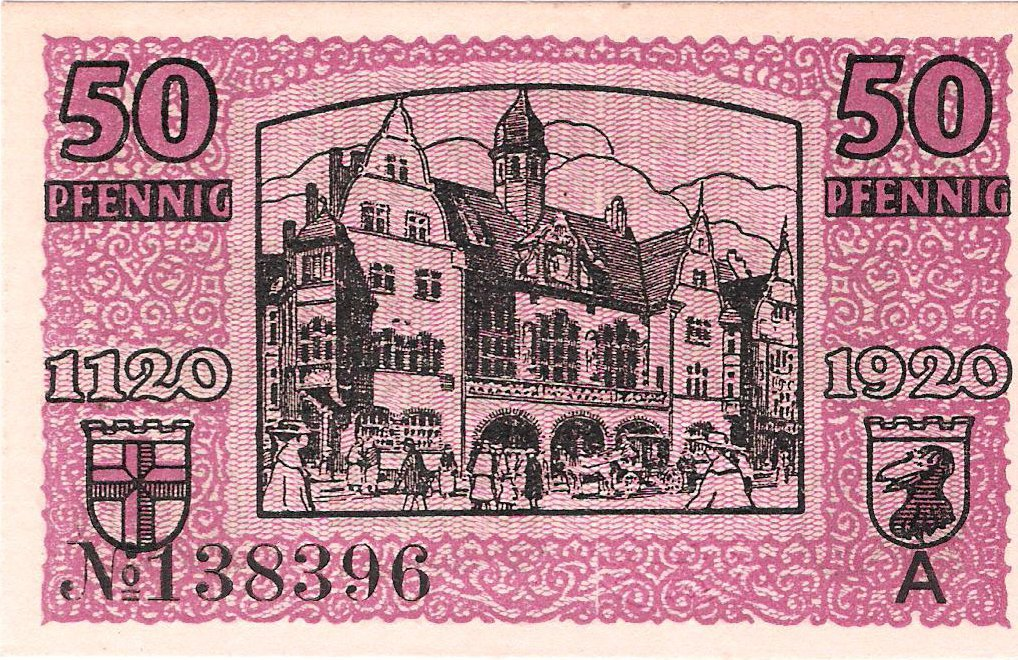
Schein A der Serie von 1920

Die Wiedervereinigung des Elsass mit Frankreich nach dem verlorenen Krieg bedeutete für Freiburg zunächst den Verlust eines Teils seines Hinterlandes. Mit der Einrichtung einer rechts-rheinischen entmilitarisierten Zone von 50 km Breite, in der auch industrielle Ansiedlungen verboten waren, verlor die Stadt darüber hinaus ihre Garnison. Beides trug zum wirtschaftlichen Niedergang der Region bei.
In der jungen Weimarer Republik wurde 1920 der 68-jährige Freiburger Rechtsanwalt, Zentrumsabgeordnete und Parlamentspräsident Constantin Fehrenbach nach dem Zusammenbruch der Weimarer Koalition Kanzler einer Minderheitsregierung aus Zentrum, Deutscher Demokratischer Partei und Deutscher Volkspartei, trat jedoch schon im Mai 1921 wegen der Uneinigkeit der Koalition über die Erfüllung des Versailler Vertrages zurück. Sein Nachfolger wurde der ehemalige badische Finanzminister, der linke Zentrumsabgeordnete und Freiburger Joseph Wirth mit einem Kabinett aus Sozialdemokraten, Demokratischer Partei und Zentrum, der mit der unpopulären Erfüllungspolitik beginnen musste. Auf der Suche nach Verbündeten gegen die Siegermächte schloss Wirth zusammen mit seinem Außenminister Walther Rathenau am 16. April 1922 mit Russland den Vertrag von Rapallo und führte so Deutschland aus der außenpolitischen Isolierung. Im November 1922 trat Wirth wegen Koalitionsquerelen zurück.
Im Jahr 1923 kamen auf Initiative des französischen Parlamentsabgeordneten und Pazifisten Marc Sangnier beim 3. Internationalen Friedenskongress in Freiburg etwa 7000 Menschen aus 23 Nationen zusammen, um über Wege zum Abbau des Hasses zwischen den Nationen, zur Völkerverständigung und zur Überwindung des Krieges zu beraten. Einer der deutschen Teilnehmer war der spätere Friedensnobelpreisträger Ludwig Quidde.
Im Zuge einer Bezirksreform wurde 1924 der Bezirk Breisach aufgelöst und seine Gemeinden zum Großteil dem Bezirksamt Freiburg zugeordnet.
Die NSDAP war im Breisgau bereits vor 1933 recht aktiv, doch verhinderten in Freiburg eine bodenständige Zentrumspartei und eine starke Sozialdemokratie eine vorzeitige Machtübernahme der Nazis, so wie sie ausgerechnet in der Goethestadt Weimar bereits 1932 erfolgte. Bei einem Besuch Hitlers 1932 im Möslestadion kam es im Stadion zu Protestkundgebungen der Freiburger Bevölkerung. Er soll die Stadt seither immer gemieden haben. Je weiter sich die wirtschaftliche Situation verschlechterte, umso mehr verlor die Republik von Weimar an Rückhalt in der Bevölkerung. Bei einer Feier zur Gründung des Bismarckreiches am 18. Januar 1933 beschwor der deutsch-nationale, badische Landtagsabgeordnete Paul Schmitthenner in Freiburg die Stärkung des deutschen Wehrgedankens im Glauben an ein kommendes großes Deutsches Reich, das die deutschen Kräfte nützt und die Schwächen ausmerzt, Kapital und Arbeit versöhnt, ein irdisches Reich in der Pracht und der Herrlichkeit.

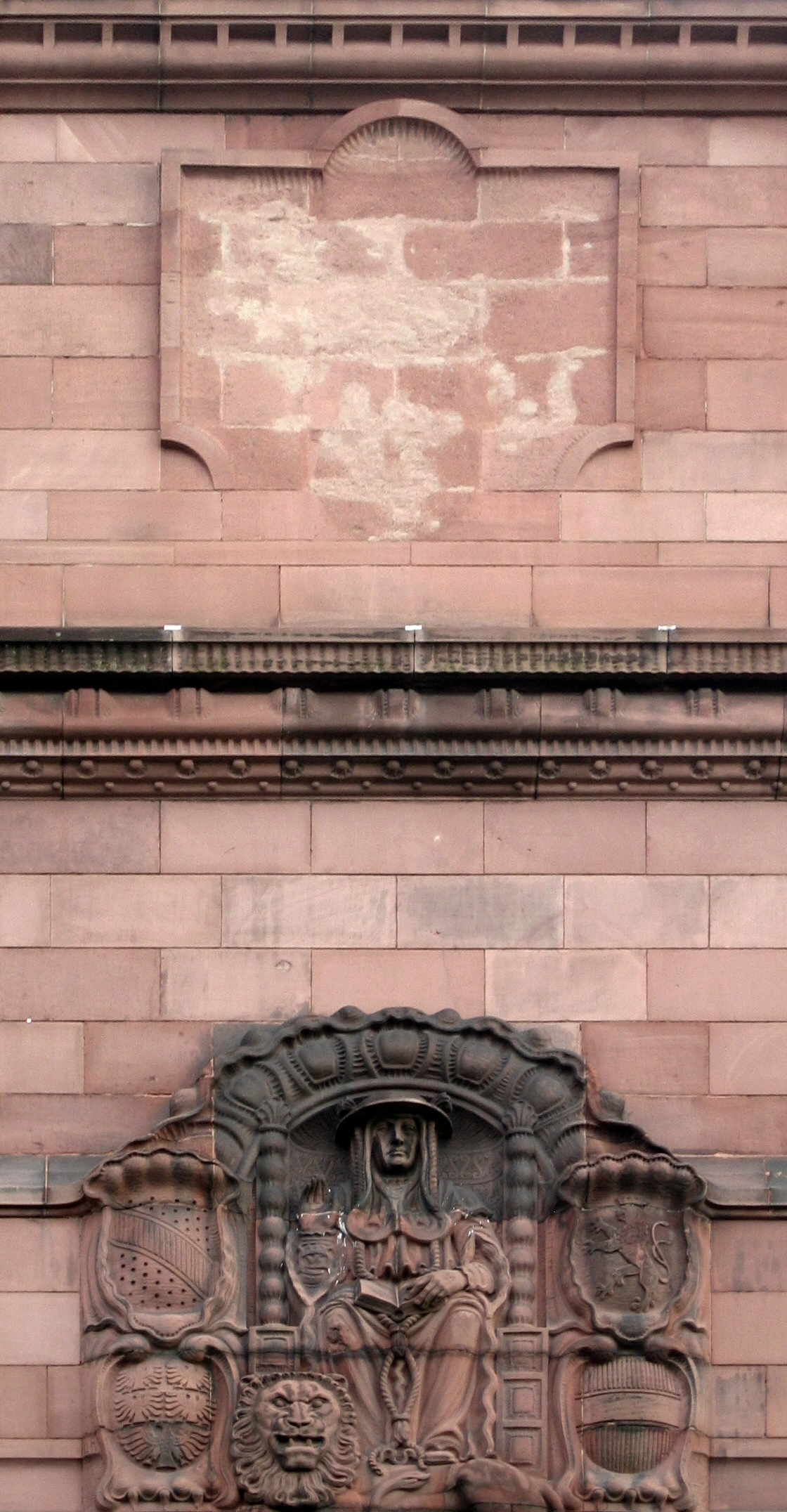
Stelle an der Außenwand des Universitätsgebäudes, an der einst der Hoheitsadler des Dritten Reiches angebracht war

## Nationalsozialismus

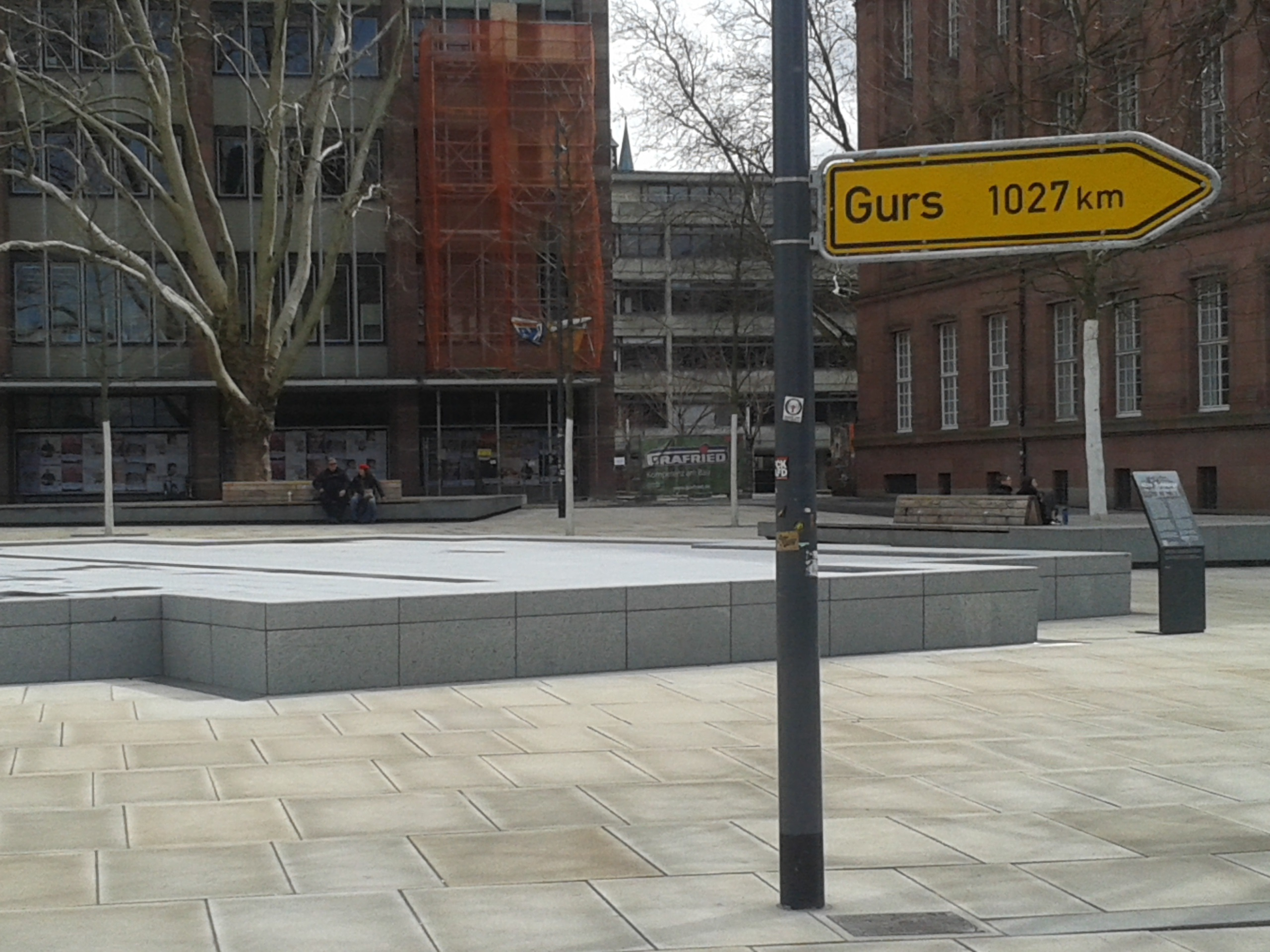
Mahnmal in Form eines Verkehrszeichens zur Erinnerung an die Deportation Freiburger Juden in das Konzentrationslager Gurs in Südfrankreich, dahinter ein weiteres Mahnmal in Form des exakten Grundrisses an der Stelle der zerstörten Synagoge.

Die „Machtergreifung“ der Nationalsozialisten Ende Januar 1933 in Berlin führte auch in Freiburg zu einer schnellen braunen Machtübernahme:
- am 6. März hissen ohne Zustimmung des Oberbürgermeisters Karl Bender die Nazis die Hakenkreuzfahne am Freiburger Rathaus, wobei der Kreisleiter und Herausgeber des Kampfblatts der Nationalsozialisten Oberbadens Der Alemanne Franz Kerber sowie SA-Oberführer Hanns Ludin vom Balkon aus Reden halten.[43]
- am 10. März erlässt der Reichskommissar für Baden Robert Wagner erste Maßnahmen für Sicherheit und Ordnung im Land Baden, verfügt ein Versammlungsverbot für SPD und KPD und ordnet Schutzhaft für marxistische Führer an. Am gleichen Tag verurteilt ein Schnellgericht in Freiburg den SPD-Parteifunktionär Seger wegen der Waffenfunde im Freiburger Gewerkschaftshaus.[43]
- Am 16. März werden Bürgermeister Josef Hölzl und Stadtrat Franz Geiler, beide SPD, im Rathaus verhaftet.
- Am 17. März zwischen 4 und 5 Uhr soll der jüdische sozialdemokratische Landtagsabgeordnete und Stadtverordnete Christian Daniel Nußbaum festgenommen werden, der daraufhin durch die Wohnungstür schießt und einen Polizeibeamten tödlich verletzt.[44] Am gleichen Tag wird auch der Verlag Volkswacht (Freiburg im Breisgau) gestürmt und zerstört. Die Journalistin Käthe Vordtriede verliert ihre Arbeit.
- Am 18. März werden in Freiburg sämtliche örtliche Organisationen der SPD und KPD einschließlich ihrer Hilfs- und Nebenorganisationen mit sofortiger Wirkung aufgelöst.[45]
- Am 20. März erklären fünf NSDAP-Abgeordnete und ein DNVP-Abgeordneter den Stadtrat für abgesetzt und setzen sich selbst als Kommissare ein, die mit Oberbürgermeister Bender zusammenarbeiten wollen.
- Am 1. April: Den nationalen Boykott jüdischer Geschäfte befolgen die Freiburger nur halbherzig.
- Am 9. April tritt nach in der Zeitung Der Alemanne geführten Hetzkampagne Oberbürgermeister Bender, der seit 1922 im Amt war, zurück. Als seinen Nachfolger setzt die Regierung in Karlsruhe Franz Kerber ein. Der kann nach dem Herausdrängen der letzten nicht konformen Abgeordneten Gauleiter Wagner nach Karlsruhe melden: Stadtrat und ‘Bürgerausschuss’ marxistenrein.
- Am 17. Mai fällt eine vor den Stufen des Münsters geplante Bücherverbrennung wegen Regens aus.[46]

An der Freiburger Universität verkündete der neue Rektor Martin Heidegger die Größe des nationalsozialistischen Aufbruchs und den Führerkult und beschwor in seiner Antrittsrede die bluthaften Kräfte als einzige Bewahrer deutscher Kultur.
Am 17. April 1936 geriet eine Gruppe von englischen Schülern auf dem Schauinsland in Bergnot, wobei fünf von ihnen starben. Das Ereignis wurde anschließend durch das Nazi-Regime propagandistisch ausgenutzt und zwei Jahre später das Engländerdenkmal am Schauinsland errichtet.
Im März 1937 installierte der „SS-Reichsführer“ Heinrich Himmler von einem zweiwöchigen Urlaub in Badenweiler aus eine Reihe von Kooperationen Freiburger Archäologen mit seiner Organisation „Ahnenerbe“.
Wie vielerorts in Deutschland wurde auch in Freiburg im Zuge der Novemberpogrome 1938 die Synagoge in Brand gesetzt. Anschließend wurde eine größere Anzahl jüdischer Mitbürger in Schutzhaft genommen. Von diesen wurden 100 männliche Freiburger Juden über 18 Jahre ins KZ Dachau nördlich von München verschleppt.
Im Jahr 1939 wurde das Bezirksamt Freiburg in Landkreis Freiburg umbenannt. Die Stadt Freiburg schied aus dem Landkreis aus und wurde kreisfrei.
Am 22. Oktober 1940 kam es in Freiburg wie in ganz Baden zur Deportation der Juden (zunächst in das französische Konzentrationslager Camp de Gurs in der Nähe der spanischen Grenze, später von dort in die Vernichtungslager). Zur Erinnerung und Mahnung wurden in Freiburg zahlreiche „Stolpersteine“ verlegt.
Von Frühsommer 1940 bis November 1944 unterhielten der wegen seiner medizinischen Experimente an lebenden Menschen berüchtigte KZ-Arzt von Auschwitz Josef Mengele und seine Frau Irene eine gemeinsame Wohnung in der Sonnhalde im Stadtteil Herdern.

## Aufarbeitung der NS-Zeit

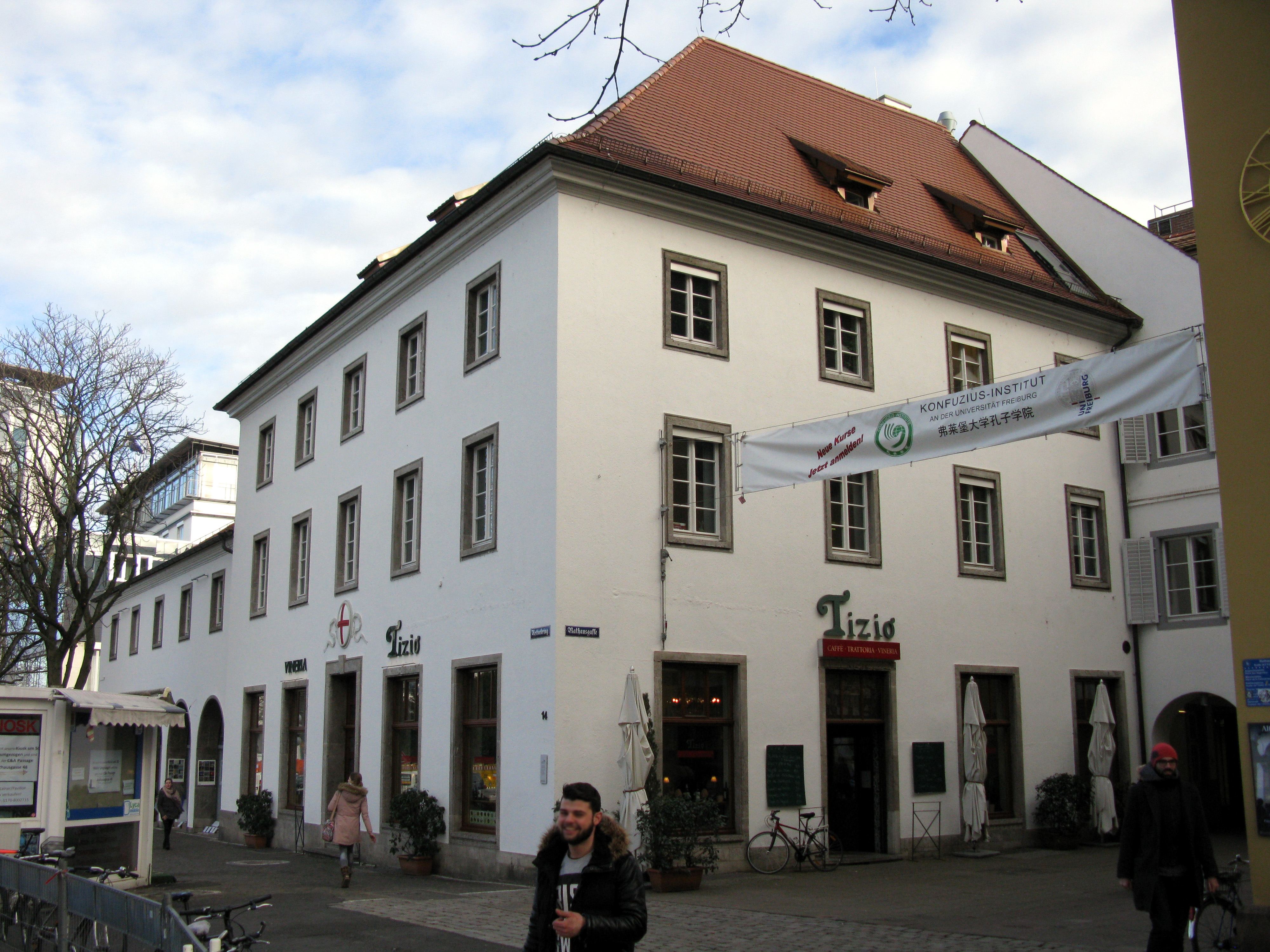
Künftiges Dokumentationszentrum Nationalsozialismus

2012 beschloss die Stadt, alle 1300 Straßennamen von Experten überprüfen zu lassen. 2016 entschied sich der Gemeinderat zur Umbenennung von elf Straßen sowie Wegen und einem Platz, deren Namenspaten Nationalsozialisten, Rassisten, Antisemiten, Nationalisten oder Frauenfeinde waren. Außerdem wurden ergänzende Erklärungsschilder für 15 weitere Straßen angeregt, die jedoch ihre Namen beibehalten sollen. Im Frühjahr 2020 waren sieben Wege und Straßen umbenannt und der Gemeinderat stimmte für die Umbenennung zweier weiterer Straßen und eines Platzes.
Anlässlich des 75. Geburtstages der Hochschule für Musik wurde im November 2021 der Platz vor der Hochschule Mendelssohn-Bartholdy-Platz benannt. Im sogenannten Musikerviertel in Herdern fehlt der Name, da die Straßen im Dienste der Ideologie der Nationalsozialisten benannt wurden.
Vom 26. November 2016 bis 8. Oktober 2017 fand im Augustinermuseum die Ausstellung Nationalsozialismus in Freiburg statt. Der große Erfolg der Ausstellung führte zur Planung des Dokumentationszentrums Nationalsozialismus, Gedenk- und Lernort, der Ende 2023[veraltet] im früheren Verkehrsamt (Rotteckhaus) eröffnet werden soll. Auch die Freiburger Außenstelle der Landeszentrale für politische Bildung soll dort einziehen. Am 8. April 2021 dem Holocaust-Gedenktag Israels, wurde die Webseite des Dokumentationszentrums freigeschaltet. Anfang Oktober 2021 hat der Gemeinderat dem Umbau der Gebäude Rotteckring 14 und Rathausgasse 33 zum Dokumentationszentrum für die Zeit des Nationalsozialismus zugestimmt.
Seit Dezember 2020 gibt es im Amtsgericht eine Ausstellung über die Geschichte des Gebäudes in der NS-Zeit, wo das Sondergericht Freiburg, das Reichskriegsgericht und der Volksgerichtshof tagten.

## Zweiter Weltkrieg
Beim Bombenangriff auf Freiburg am 10. Mai 1940 bombardierten Flugzeuge der deutschen Luftwaffe irrtümlich die Stadt, warfen insgesamt 69 Bomben ab. Dabei kamen 57 Freiburger ums Leben.
Luftkrieg

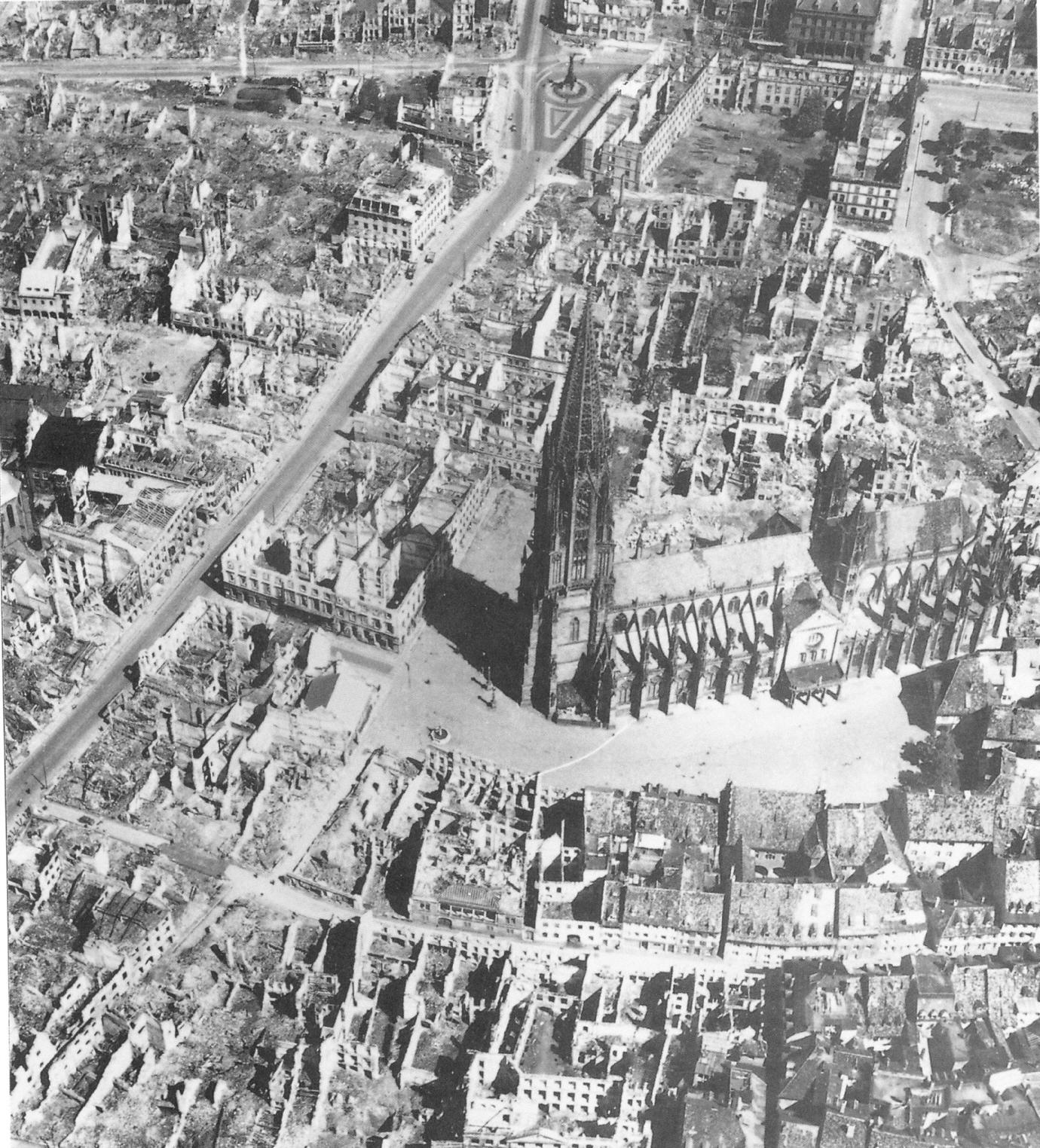
Luftbild der zerbombten Innenstadt mit dem trotz eines Feuersturmes weitgehend unversehrt gebliebenen Münsters, nach dem Luftangriff im November 1944

Vom Bombenkrieg der Alliierten blieb Freiburg zunächst weitgehend verschont; bis zum Abend des 27. November 1944, als die britische Royal Air Force im Rahmen der Operation Tigerfish das Stadtzentrum bombardierte, wobei fast 3.000 Menschen getötet und etwa 9.600 verletzt wurden. 14.525 Spreng-, Brand- und Markierungsbomben mit einem Gewicht von 1.723 Tonnen wurden auf Freiburg abgeworfen. Die Stadt wurde in großen Teilen verwüstet.
Christoph Meckel, der seine Kindheit in Freiburg verbrachte, beschreibt in einer 1965 erschienenen, autobiografischen Erzählung, die Feuersbrunst nach der Bombardierung des Stadtzentrums: Und an der Stelle, wo, einige Kilometer entfernt, die Silhouette Freiburgs gewöhnlich zu sehen war, brannte eine einzige, gewaltige Flamme. Die Bergwände waren überflutet von zuckendem Feuerschein, die Täler seitab versunken in schwarzen Schatten, deutlich traten die Tannen an den Hängen des Roßkopfs hervor. Fetter orangefarbener Rauch schäumte hoch hinauf in die Nacht, wälzte sich gefräßig über die Bergköpfe und verschlang alles Dunkel.
Das Münster blieb inmitten der Trümmer im Wesentlichen unversehrt. Ohne Direkteinschlag widerstand es dank seiner soliden Steinkonstruktion aus dem Mittelalter dem Luftdruck der in der Umgebung detonierenden Bomben, wurde jedoch abgedeckt. Mit Dachziegeln, großzügig gespendet von der Stadt Basel, konnte das Münster bis zum Januar 1945 wieder weitgehend eingedeckt werden.
Weitere Luftangriffe folgten am 2./3. Dezember u. a. auf die westliche Wiehre mit Zerstörungen auf dem Gelände der Brauerei Ganter und am 17. Dezember 1944 auf den Stühlinger, wobei die dortige Herz-Jesu-Kirche stark beschädigt wurde.
Kämpfe am Oberrhein 1945

Nachdem General de Gaulle sich auf der Konferenz von Jalta im Februar 1945 mit seiner Forderung nach einer französischen Besatzungszone bei seinen Alliierten durchgesetzt hatte, setzte die mit Kolonialtruppen reorganisierte 1. französische Armee vom 30. auf den 31. März 1945 bei Speyer über den Rhein und stieß nach Osten auf Stuttgart und nach Süden auf Freiburg vor. Die von langen Abwehrkämpfen in Südfrankreich und im Elsass geschwächte, am Oberrhein positionierte 19. deutsche Armee löste sich auf. Der Freiburger Raum wurde südlich der Linie Leopoldskanal vom XVIII. SS-Armeekorps gedeckt. Lediglich der Stab bestand aus Offizieren der Waffen-SS, die Mannschaften waren Reste von Wehrmachtsdivisionen, Volkssturm, Zollgrenzschutz und Festungstruppen mit geringen „Kampfwert“. Kommandeur war der ostfronterfahrene SS-General Georg Keppler, der „fest entschlossen [war], den Kampf den örtlichen Notwendigkeiten entsprechend zu führen und nicht nach irrsinnigen Befehlen vom grünen Tisch des Führerhauptquartiers aus.“ Der französische Vormarsch setzte Keppler schon rasch unter Druck:
Aufgabe von Freiburg

Bereits am 16. April 1945 verfügt SS-General Keppler die Aufgabe der Stadt Freiburg:

„Angesichts dieser drohenden Gefahr und des Mangels an Einsatzkräften wird Freiburg auf meinen Befehl und auf meine Verantwortung entgegen dem wiederholten ausdrücklichen ‚Führerbefehl‘ als ‚Fester Platz‘ aufgegeben, die dafür bestimmten Verteidigungskräfte (2 Bataillone) werden herausgezogen […] Damit wird die Stadt Freiburg gleichzeitig vor der befürchteten Zerstörung bewahrt und soweit möglich überhaupt von allen weiteren Kampfhandlungen ferngehalten.“

Keppler erfuhr kurz darauf, dass ein „‚Fliegendes Sonder-Standgericht‘ Hitlers“ gegen ihn unterwegs sei, und gab „vorsichtshalber Befehl, dieses Sonderstandgericht sofort festzunehmen, falls es irgendwo auftauchen sollte, und mir vorzuführen.“ Keppler zog seine Truppen in den Schwarzwald ab, entmachtete Gauleiter Robert Wagner und örtliche Parteiführer, löste Werwolf-Gruppen auf und verhinderte Zerstörungen, etwa der Schwarzenbachtalsperre. Am 26. April 1945 löste er seine Truppenverbände auf und unternahm mit freiwilligen Kampfgruppen einen erfolgreichen Durchbruch zwischen Blumberg und der Schweizer Grenze. Persönlich schlug er sich bis nach Bayern durch und begab sich am 22. Mai 1945 in amerikanische Gefangenschaft.
Am 21. April 1945 bestätigt der französische Armeebefehlshaber Lattre de Tassigny die Aufgabe von Freiburg: „Um 14 Uhr dringen Panzer des 2. afrik. Jäger-Rgts. und Kolonialsoldaten in die nördlichen Vororte von Freiburg ein. Um 21 Uhr kommt von Westen her eine weitere Gruppierung derselben Einheit hinzu. Die Stadt ergibt sich fast kampflos.“
Im Oktober 1945 hielt General de Gaulle auf der Kaiserstraße eine Siegesparade ab. Freiburg gehörte zur französisch besetzten Zone in Baden.

## Nachkriegszeit
In den Jahren bis zur Währungsreform von 1948 ging der Wiederaufbau der Stadt nur schleppend voran. Die Trümmer wurden mittels der Freiburger Trümmerbahn, im Volksmund Trümmerexpreß genannt, von 1947 bis 1949 zum Flückigersee abtransportiert.

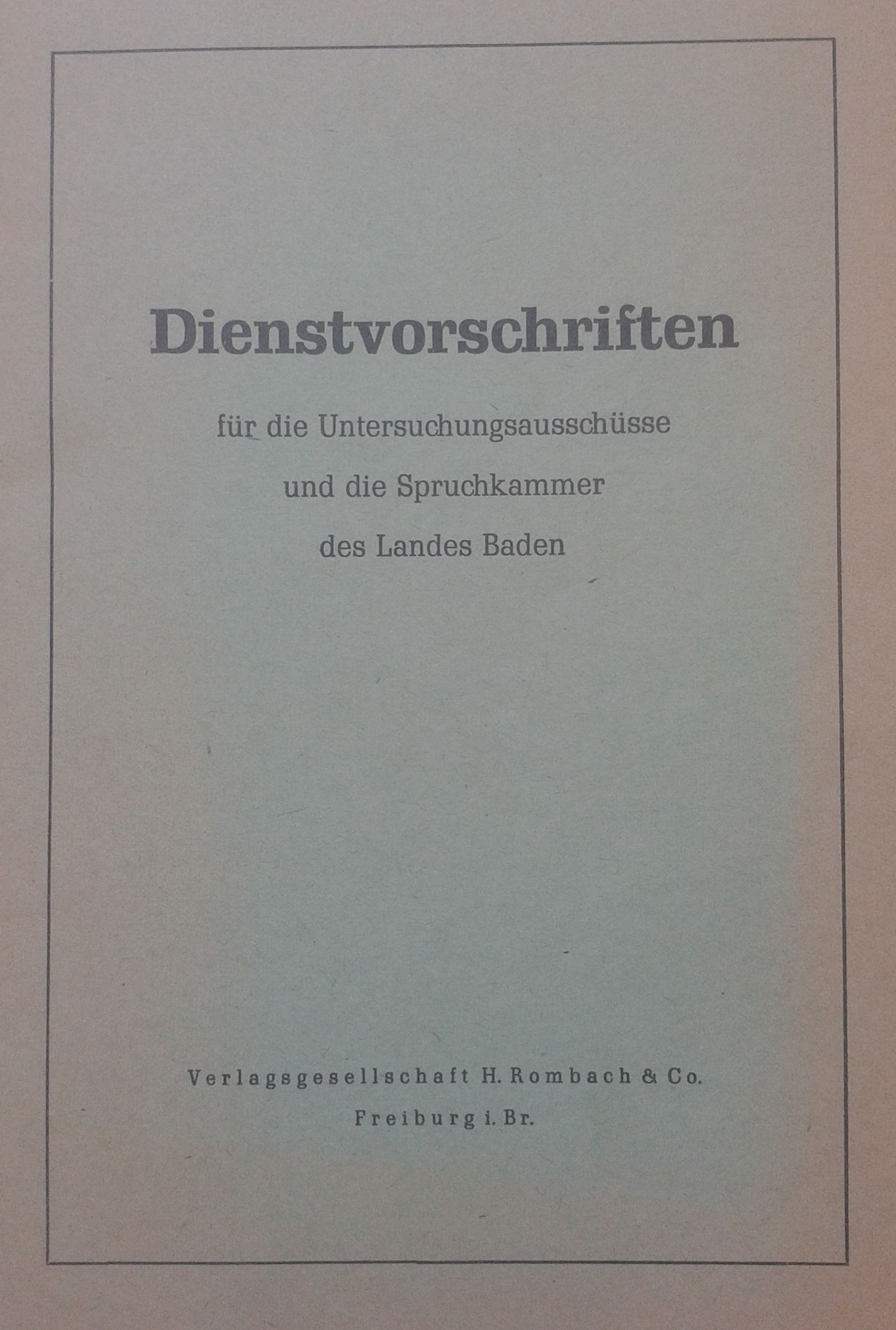
Dienstvorschriften für die Untersuchungsausschüsse und die Spruchkammer des Landes Baden, hrsg. vom „Staatskommissar für die politische Säuberung“, Freiburg 1947.

Wie in vielen anderen Orten Deutschlands half in Freiburg die Quäkerhilfe und die Schweizer Spende. Im Winter 1947/48 mangelte es an Heizmaterial und Nahrungsmitteln.
Von 1946 bis 1952 war Freiburg als Folge der Aufteilung Südwestdeutschlands in eine französische und amerikanische Besatzungszone die Hauptstadt eines Landes (ab 1949 des Bundeslandes) Baden. Im Rahmen der Entnazifizierung wurde in Freiburg, Mercystr. 24, aufgrund der „Landesverordnung über die Befreiung vom Nationalsozialismus und Militarismus vom 29. März 1947“ das „Staatskommisariat für die politische Säuberung“ eingerichtet, dem vor Ort eine Spruchkammer und auf Kreisebene ein Untersuchungsausschuss zugeordnet waren.

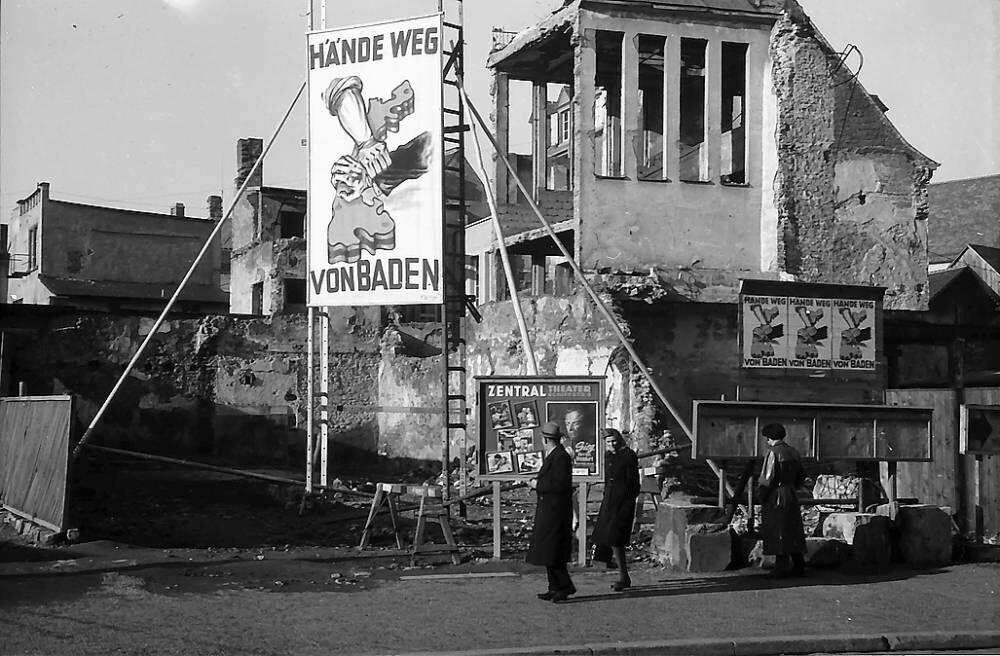
Plakat gegen die Zusammenfügung zum Südweststaat (1951).

Bestrebungen, die Länder Württemberg-Baden, Württemberg-Hohenzollern und Baden zu einem leistungsfähigen Bundesland, dem Südweststaat zu vereinigen, führten 1951 zu einer Abstimmung, bei der zwar eine Mehrheit in den drei Ländern insgesamt den Zusammenschluss billigte, die Südbadener sprachen sich jedoch dagegen aus. Freiburg bildete unter Ministerpräsident Leo Wohleb das Zentrum des Widerstands gegen die Bildung des Südweststaats. Man wollte das alte Land Baden entlang des Hoch- und Oberrheins von Konstanz im Süden bis Mannheim im Norden wieder erstehen sehen. Trotz heftiger Proteste der Südbadener wurde das Bundesland Baden-Württemberg gebildet mit Stuttgart als Hauptstadt. Bei einer gerichtlich erzwungenen Wiederholung der Abstimmung im Jahre 1970 sprachen sich nur noch 18 % der Wahlberechtigten für die Selbständigkeit von Baden aus. Heute ist Freiburg Sitz des gleichnamigen Regierungsbezirks, der weitgehend dem ehemaligen Bundesland (Süd-)Baden entspricht.
1946 wurde in Freiburg auch ein Postscheckamt eingerichtet, das 1952 in das Postscheckamt Karlsruhe eingegliedert wurde.
Mit dem stetigen Wiederaufbau der Innenstadt, die sich weitgehend an den ursprünglichen Straßenzügen ausrichtete, wusste Freiburg auch zu feiern: 1957 wurde die Universität 500 Jahre alt, 1959 wurde mit der französischen Universitätsstadt Besançon die erste Städtepartnerschaft begründet, der im Laufe der Jahre acht weitere folgten. 1964 lag Freiburg an der Strecke der Tour de France.
Die Studentenunruhen der späten 1960er Jahre griffen auch auf Freiburg über. Sie begannen hier mit einer Demonstration gegen Fahrpreiserhöhungen der Städtischen Verkehrsbetriebe. Erstmals setzte die Polizei Wasserwerfer ein.
1970 feierte die Stadt mit mehreren Veranstaltungen ihr 850-jähriges Bestehen.
1973 wurde im Zuge der Kreisreform zum 1. Januar der Landkreis Freiburg Bestandteil des neuen Landkreises Breisgau-Hochschwarzwald. Freiburg wurde wieder Sitz des neuen Großkreises, blieb selbst aber kreisfrei. Mit Ebnet und Kappel wurden zum 1. Juli 1974 die letzten beiden Randgemeinden eingemeindet; die Gebietsreform war damit abgeschlossen.
In den 1970er Jahren entwickelte sich Freiburg aufgrund des nach 1968 gewachsenen politische Bewusstseins zu einem Zentrum der Alternativkultur und Umweltbewegung. Ausgangspunkt waren die Auseinandersetzungen um das geplante Kernkraftwerk Wyhl bei Wyhl am Kaiserstuhl, an denen sich auch Freiburger Einzelpersonen und Gruppen beteiligten. Die erfolgreiche Verhinderung der Planungen gab entscheidende Impulse für die entstehende Umweltbewegung in Deutschland. Im Gefolge dieser Ereignisse entwickelte sich in der Stadt eine starke autonome Szene und ein breites ökologisch orientiertes Spektrum. So wurde Freiburg zu einer Hochburg der neu gegründeten Partei Die Grünen. Aber auch wissenschaftlich und wirtschaftlich entwickelte sich in Freiburg ein Klima, das der Stadt eine führende Rolle als Umweltstadt verschaffte.

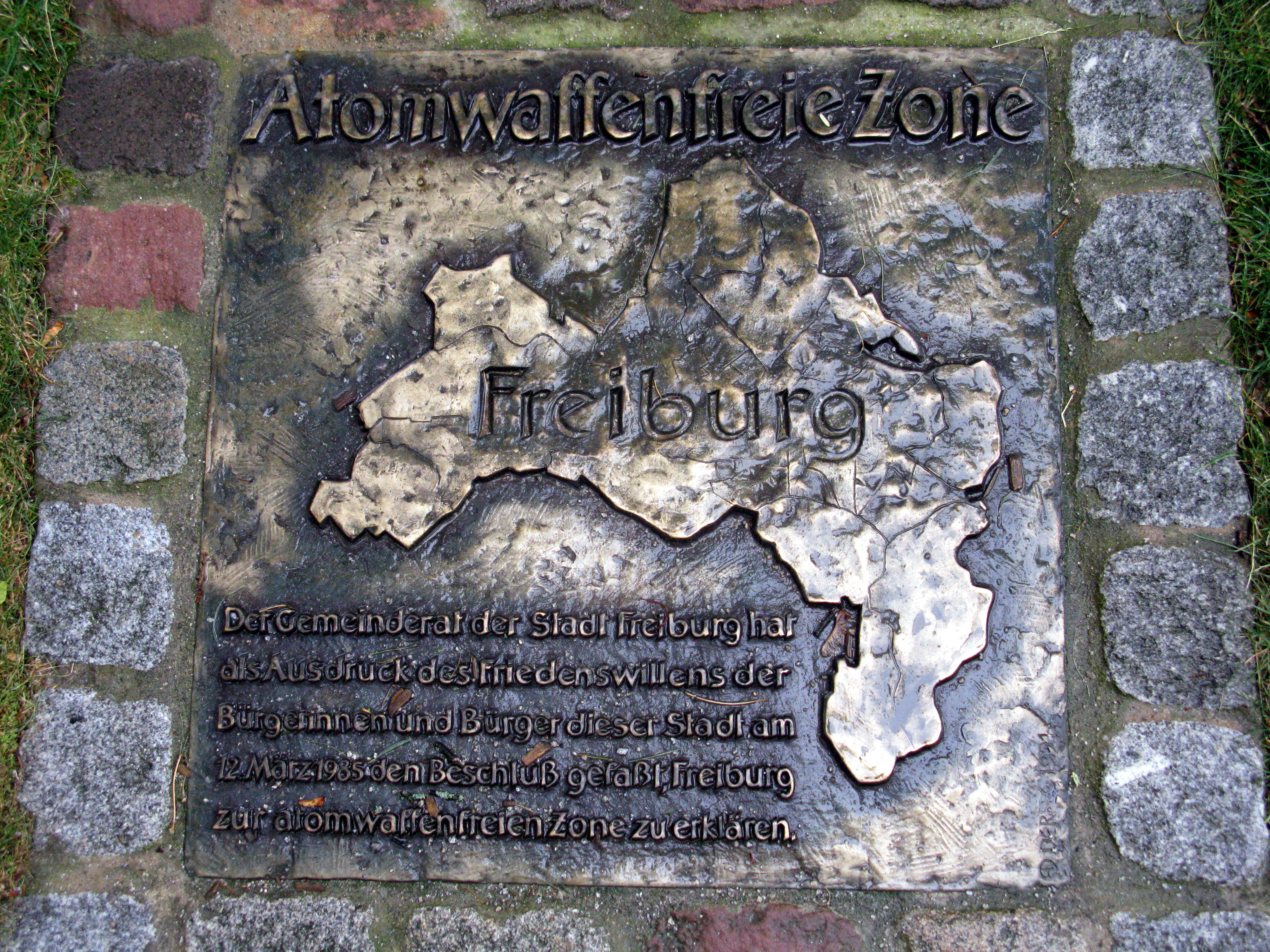
Tafel Atomwaffenfreie Zone auf dem Hildaspielplatz in der Kreuzstraße

1978 fand in Freiburg der 85. Deutsche Katholikentag statt, an dem u. a. Mutter Teresa teilnahm.
1980/81 tobte in der Stadt der „Häuserkampf“. Da immer noch Wohnungsknappheit herrschte, wurden zum Teil Häuser, die aus Spekulationsgründen leerstanden, besetzt. Als starke Polizeikräfte zur Räumung der Häuser eingesetzt wurden, lieferten sich Studenten und Anhänger der Autonomen Szene mehrere Wochen Straßenkämpfe mit den Ordnungshütern. Erst mit dem Engagement einer Bürgerschaftsgruppierung beruhigte sich die Situation allmählich.
1983 wurde das erste Zelt-Musik-Festival, damals noch in der Innenstadt, veranstaltet. 1984 führte Freiburg als erste deutsche Stadt nach dem Vorbild des benachbarten Basel erfolgreich eine übertragbare preisgünstige Umweltkarte ein. Sie ist seit 1991 im Rahmen des neu geschaffenen Regio Verkehrsverbundes als RegioUmweltkarte im Stadtgebiet und den benachbarten Kreisen Breisgau-Hochschwarzwald und Emmendingen gültig.
Am 12. März 1985 erklärte der Gemeinderat Freiburg zur atomwaffenfreien Zone.
1986 war Freiburg Gastgeber der siebten Landesgartenschau Baden-Württemberg, was für die Entwicklung der westlichen Stadtteile von großer Bedeutung war und außerdem die Errichtung der Ökostation zur Folge hatte. Das Gelände der Gartenschau, der Seepark, ist heute ein Naherholungsgebiet.

Der Flückigersee – Teil des ehemaligen Landesgartenschaugeländes

Der Bevölkerungszuwachs Freiburgs in den 90er Jahren erforderte den Ausbau alter und die Errichtung neuer Wohngebiete. Auf einem von der französischen Garnison 1992 verlassenen Gelände der ehemaligen Vauban-/Schlageter-Kaserne entstand der international beachtete grüne Stadtteil Vauban. 1993 erfolgte der Spatenstich zum neuen Stadtteil Rieselfeld im Westen der Stadt.
1996 überschritt die Stadt die Bevölkerungszahl von 200.000 Einwohnern. Darunter waren etwa 30.000 Studenten, die an der Universität und vier weiteren Hochschulen studierten. Im gleichen Jahre eröffnete das Konzerthaus Freiburg. Im Jahre 2000 waren die ersten Gebäude der neuen Messe Freiburg fertiggestellt. Beide Einrichtungen werden zunehmend für Kongresse, Messen und Tagungen genutzt.

## 21. Jahrhundert
Am 20. Juli 2000 war in Freiburg an der Messe das Ziel der 17. Etappe der Tour de France. Am nächsten Tag war am Karlsplatz der Start der 18. Etappe für das Einzelzeitfahren nach Mulhouse.
2002 wurde mit Dieter Salomon erstmals ein Politiker der Grünen zum Oberbürgermeister einer deutschen Großstadt gewählt.
2001 und 2010 fanden in Freiburg deutsch-französische Gipfeltreffen der Staats- und Regierungschefs statt.

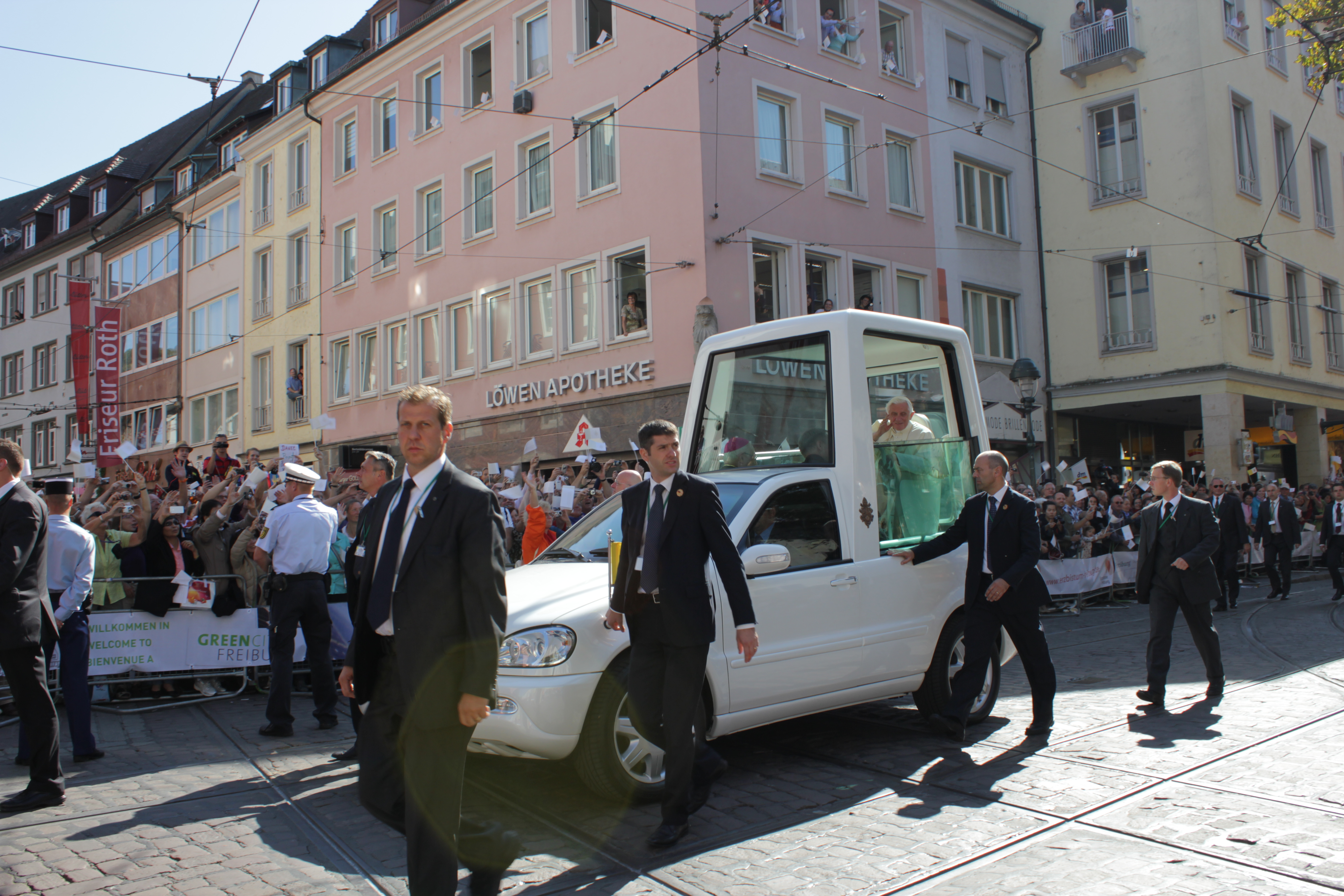
Papst Benedikt XVI. fährt mit dem Papamobil durch die Innenstadt

Am 12. Februar 2008 wurde der Freiburger Erzbischof Robert Zollitsch zum Vorsitzenden der Deutschen Bischofskonferenz gewählt. Mit dieser Wahl, als Sitz des Erzbistums und kirchlicher Einrichtungen wie etwa des Deutschen Caritasverbands festigte Freiburg seine Position als ein Zentrum der katholischen Kirche in Deutschland. Am 24. und 25. September 2011 besuchte Papst Benedikt XVI. im Rahmen seines Deutschlandbesuches Freiburg.
Im Jahr 2008 hat sich die Stadt Freiburg den Titel „Green City“ gegeben. In den internationalen Medien wurde die Stadt häufiger mit diesem Begriff in Verbindung gebracht. Mit seinem Engagement in Umweltfragen kandidierte Freiburg 2010 in Brüssel beim European Green Capital Award. Die Stadt landete bei 35 Bewerbern auf Platz acht und trat bei der Expo 2010 in Shanghai als „Green City“ auf. Im selben Jahr wurde sie als „Bundeshauptstadt im Klimaschutz“ sowie 2012 als nachhaltigste Großstadt Deutschlands ausgezeichnet.
2018 sorgte die Gruppenvergewaltigung in Freiburg für Schlagzeilen.
Durch den angespannten Wohnungsmarkt lebten seit 2018 Besetzungen leerstehender Häuser in verschiedenen Stadtteilen wieder auf. Oft verlassen die Besetzer die Häuser vor der Räumung durch die Polizei.
Nachdem im Jahr 2020 die COVID-19-Pandemie zur Absage vieler Veranstaltungen des 900-jährigen Stadtjubiläums geführt hatte, beschloss der Gemeinderat, die Feiern bis Juli 2021[veraltet] zu verlängern. Nach der Taufe eines ICE im Jahre 2003 auf den Namen Freiburg, benannte die Lufthansa ihr vorerst letztes neues Flugzeug, ein Airbus A350, den sie im Juli 2020 abnahm, anlässlich des 900-jährigen Jubiläums nach der Stadt.

## Wirtschaftsgeschichte
Große Bedeutung hatte für Freiburg die Firma Mez, die spätestens seit 1828 unter Führung von Carl Mez in Freiburg ansässig war. Sie war im 19. Jahrhundert zeitweise die größte Seidenweberei in Deutschland und beschäftigte Ende des Jahrhunderts ungefähr 1200 Mitarbeiter. Ab 1920 wurde die Firma schrittweise von der schottischen Firma Coats übernommen, wobei die Familie weiter in der Geschäftsleitung vertreten war. Im Zweiten Weltkrieg wurde die Produktion zwangsweise unterbrochen. 1987 wurden große Teile der Verwaltung und Produktion nach Kenzingen verlagert, in Freiburg an der Kartäuserstraße verblieb die Färberei. Ein Teil der Betriebsgebäude wurde neuen Verwendungen zugeführt, unter anderem entstand dort das Funkhaus des SWR. Nach 2000 wurde die Färberei aufgegeben und das Gelände ab 2007 neu bebaut.
In Freiburg hatte 80 Jahre lang die Firma Michael Welte & Söhne ihren Firmensitz (gegründet 1832 in Vöhrenbach im Schwarzwald, verlegt nach Freiburg 1872, zerstört beim Fliegerangriff 1944, erloschen 1952). Sie stellte pneumatisch gesteuerte Musikautomaten, vor allem Orchestrien her, seit 1905 auch das Welte-Mignon-Reproduktions-Klavier.